# Palmira
Palmira (em aramaico: ܬܕܡܘܪܬܐ‎; romaniz.: Tedmurtā; em árabe: تدمر‎; romaniz.: Tadmor) foi uma antiga cidade semita, situada num oásis perto da atual cidade de Tadmor, na província de Homs, no centro da Síria, 215 km a nordeste da capital síria, Damasco. Fundada durante o Neolítico, a cidade foi documentada pela primeira vez no início do segundo milénio a.C. como uma paragem de caravanas que atravessavam o deserto Sírio. A cidade aparece nos anais dos reis assírios e é possível que seja mencionada na Bíblia hebraica. Foi incorporada no Império Selêucida (312–63 a.C.) e posteriormente no Império Romano, sob o qual prosperou.
A localização estratégica da cidade, aproximadamente a meio caminho entre o mar Mediterrâneo e o rio Eufrates, fez dela num ponto de paragem obrigatório para muitas das caravanas que percorriam importantes rotas comerciais, nomeadamente a Rota da Seda. A riqueza da cidade possibilitou a edificação de estruturas monumentais. No século III a.C., Palmira era uma metrópole próspera e um centro regional, com um exército suficientemente poderoso para derrotar o Império Sassânida em 260, durante o reinado de Odenato, que foi assassinado em 267. Odenato foi sucedido pelos seus jovens filhos, sob a regência da rainha Zenóbia, que começou a invadir as províncias romanas orientais em 270. Os governantes palmirenos adotaram títulos imperiais em 271. O imperador Aureliano (r. 270–275) derrotou a cidade em 272 e destruiu-a em 273, na sequência de uma segunda rebelião fracassada. Palmira foi um centro de menor importância durante os períodos bizantino, Ortodoxo, omíada, abássida e mameluco e os seus vassalos. Os Timúridas destruíram-na em 1440 e a partir ficou reduzida a uma pequena aldeia, que pertenceu ao Império Otomano até 1918, depois ao Reino da Síria e ao Mandato Francês da Síria. O local da antiga cidade foi definitivamente abandonado em 1932, quando os últimos habitantes foram transferidos para a nova aldeia de Tadmur. As escavações sistemáticas e em larga escala das ruínas foram iniciadas em 1929. Em maio de 2015, Palmira ficou sob o controlo do Estado Islâmico do Iraque e do Levante, que destruiu vários monumentos da antiga cidade.
Etnicamente, os palmirenos eram essencialmente uma mistura de arameus, amoritas e árabes, existindo também uma minoria de judeus. A estrutura social da cidade era tribal e os habitantes falavam palmirena (um dialeto aramaico) e grego. Ambas as línguas foram substituídas pelo árabe depois da conquista árabe em 634. A cultura de Palmira, influenciada pelas culturas greco-romana e persa, produziu arte e arquitetura originais. Os habitantes adoravam divindades locais e deuses mesopotâmicos e árabes. Converteram-se ao cristianismo durante o século IV e depois ao islão durante a segunda metade do primeiro milénio. A organização política palmirena foi influenciada pelo modelo grego da cidade-estado. A cidade era governada por um senado, o qual era responsável pelas obras públicas e forças armadas. Após tornar-se uma colónia romana, Palmira adotou instituições romanas antes de adotar um sistema monárquico em 260. Os palmirenos, conhecidos como mercadores, estabeleceram colónias ao longo da Rota da Seda e operaram em grande parte do Império Romano.

## Localização
Palmira situa-se 215 km a nordeste de Damasco, num oásis rodeado de palmeiras, de pelo menos 20 variedades diferentes. Um pequeno uádi (riacho), o uádi Alcubur, atravessa a área, que corre desde os montes a oeste da cidade antes de desaparecer nas hortas da parte oriental do oásis. A sul do uádi há uma nascente, chamada Efqa. Plínio, o Velho descreveu a cidade na década de 70 d.C. como sendo famosa pela sua localização, riqueza das suas terras e pelas nascentes que a rodeavam e que tornavam possível a agricultura.
O nome nativo mais antigo — Tadmor — é semita e é registado por fontes históricas da primeira metade do 2º milénio a.C. A sua etimologia é vaga; para Albert Schultens (1686–1750) deriva de tamar, tâmara em semita, uma referência às tamareiras que rodeiam a cidade. O nome "Palmira" apareceu durante o início do século I d.C., nas obras de Plínio, e foi usada no mundo greco-romano. Em geral acredita-se que "Palmira" derive de "Tadmor" como uma alteração (apoiada por Schultens) ou tradução da palavra grega para "palmeira" (palame), uma teoria que é apoiada por Jean Starcky.
Michael Patrick O'Connor propôs uma origem hurrita para "Palmira" e "Tadmor", referindo a inexplicabilidade das alterações às raízes teorizadas de ambos os nomes (representada pela adição do -d- a tamar e -ra- a palame). Segundo a teoria de O'Connor, "Tadmor" deriva do hurrita tad ("amar") com a adição da típica vogal média crescente (mVr) formante mar. Por sua vez, "Palmira" deriva de pal ("saber") usando o mesmo formante mVr mar. O geógrafo sírio do século XIII Iacute de Hama escreveu que Tadmor, filha de um dos descendentes distantes de Noé, estava sepultada na cidade.

## História
As escavações no sítio arqueológico de Palmira revelaram evidências de um povoado neolítico perto de Efca, onde foram encontrados alguns utensílios de pedra datados de 7 500 a.C. Estudos acústicos no tel abaixo do Templo de Bel indicam vestígios de atividade de culto que remontam a 2 300 a.C.

### Período primitivo
Palmira aparece nos registos históricos durante a Idade do Bronze, c. 2 000 a.C., quando Puzuristar, o Tadmoreano negociou um contrato com a colónia assíria de Cultepe, na Capadócia. Foi depois mencionada nas tábuas de Mari como uma paragem para caravanas de comércio e tribos nómadas, como os suteanos. O rei Samsiadade I da Assíria passou pela área a caminho do Mediterrâneo, no início do século XVIII a.C., quando Palmira era o ponto mais oriental do Reino de Catna.

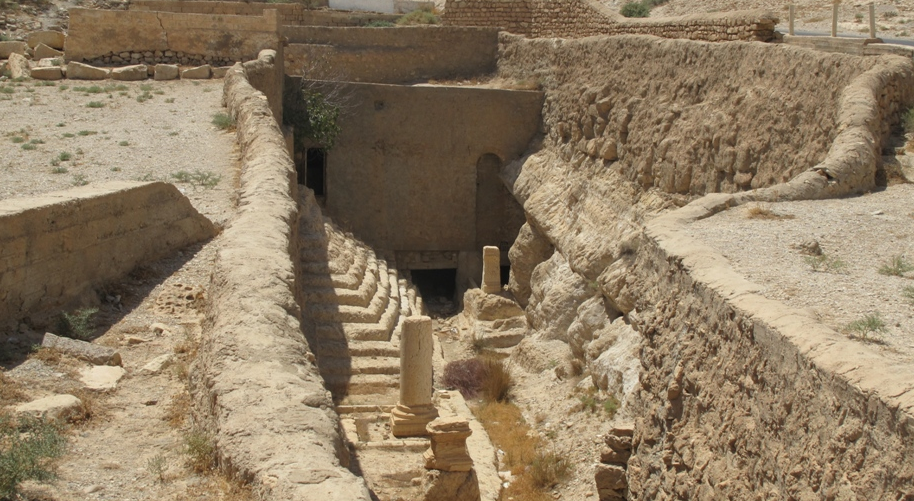
A nascente Efca, que secou em 1994

A cidade é mencionada numa tábua do século XIII a.C. descoberta em Emar, onde estão registados os nomes de duas testemunhas "tadmoreanas". No início do século XI a.C., o rei assírio Tiglate-Pileser I registou a sua vitória sobre os "arameus de Tadmar".
A Bíblia hebraica (Segundo Livro das Crónicas 8:4) descreve Tadmor como uma cidade do deserto construída (ou fortificada) pelo rei Salomão de Israel. O Talmude também menciona a cidade no Yevamot 17a-b. Flávio Josefo fala na cidade usando o seu nome grego "Palmira", atribuindo a sua fundação a Salomão, no Livro VIII das Antiguidades Judaicas. Tradições islâmicas posteriores atribuem a fundação da cidade ao génio (jinn) de Salomão. A associação de Palmira a Salomão pode ser uma confusão com "Tadmor" e a cidade fundada por Salomão na Judeia que aparece com o nome de "Tamar" no Livro dos Reis (9:18). A descrição bíblica de Tadmor e dos seus edifícios não é compatível com os achados arqueológicos em Palmira, que era um pequeno povoado durante o reino de Salomão no século X a.C.

### Períodos helenístico e romano

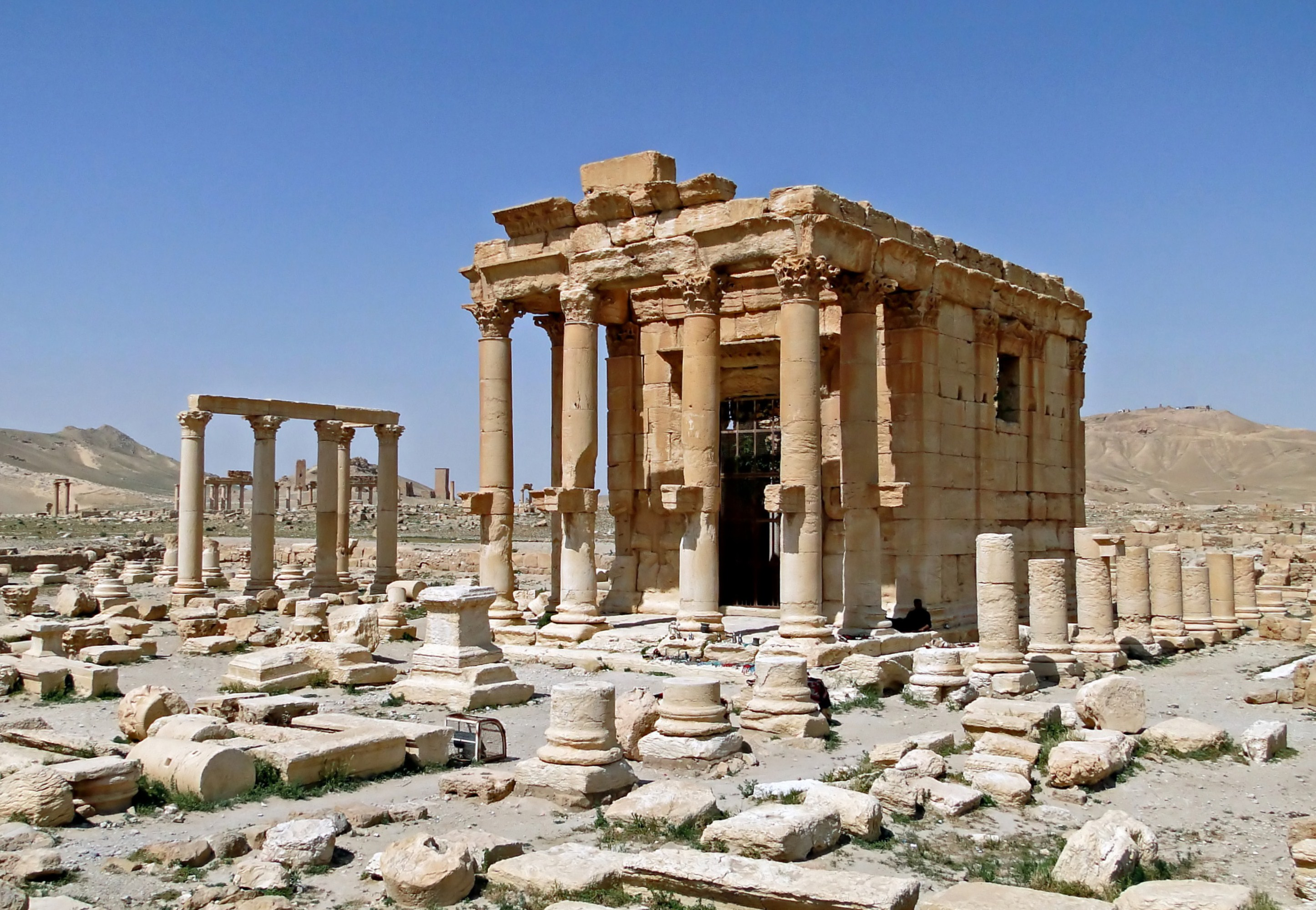
Templo de Baal-Shamin

Durante o período helenístico Palmira esteve sob o domínio dos Selêucidas entre 312 e 63 a.C. e tornou-se uma cidade próspera. Em 217 a.C., um força militar palmirena comandada por Zabdibel juntou-se ao exército do rei Antíoco III na batalha de Ráfia. Em meados da era helenística Palmira, que até aí ocupava a margem sul do uádi Alcubur, começou a expandir-se para a margem norte. No final do século II a.C., os túmulos de torre do Vale Palmireno dos Túmulos e os templos da cidade, nomeadamente os de Baal-Shamin, Alat e o templo helenístico, começaram a ser construídos.
Em 63 a.C., a República Romana anexou o Império Selêucida e o general romano Pompeu estabeleceu a província romana da Síria. Palmira manteve-se independente, com relações comerciais com Roma e a Pártia, mas não pertencendo a nenhuma destas potências. A inscrição mais antiga em palmireno data de cerca de 44 a.C.; Palmira era ainda um xarifado menor, que abastecia de água as caravanas que ocasionalmente usavam a rota do deserto em que a cidade se situava. Não obstante, segundo Apiano, Palmira era suficientemente rica para que Marco António enviasse uma força militar para a conquistar em 41 a.C. Os palmirenos retiraram para terras partas, a leste do Eufrates, que prepararam para defender.

#### Região autónoma do Império Romano

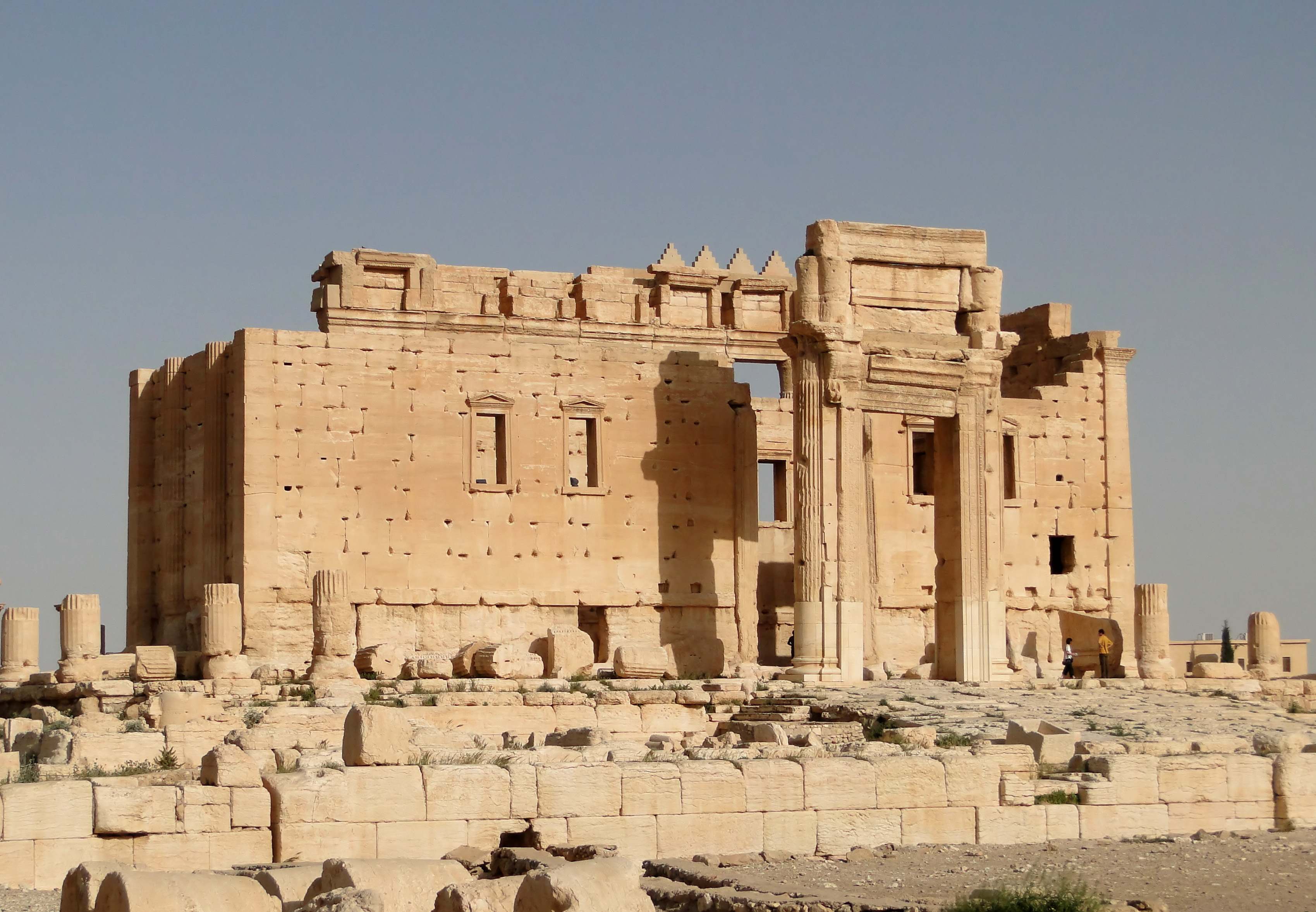
Santuário principal do Templo de Bel

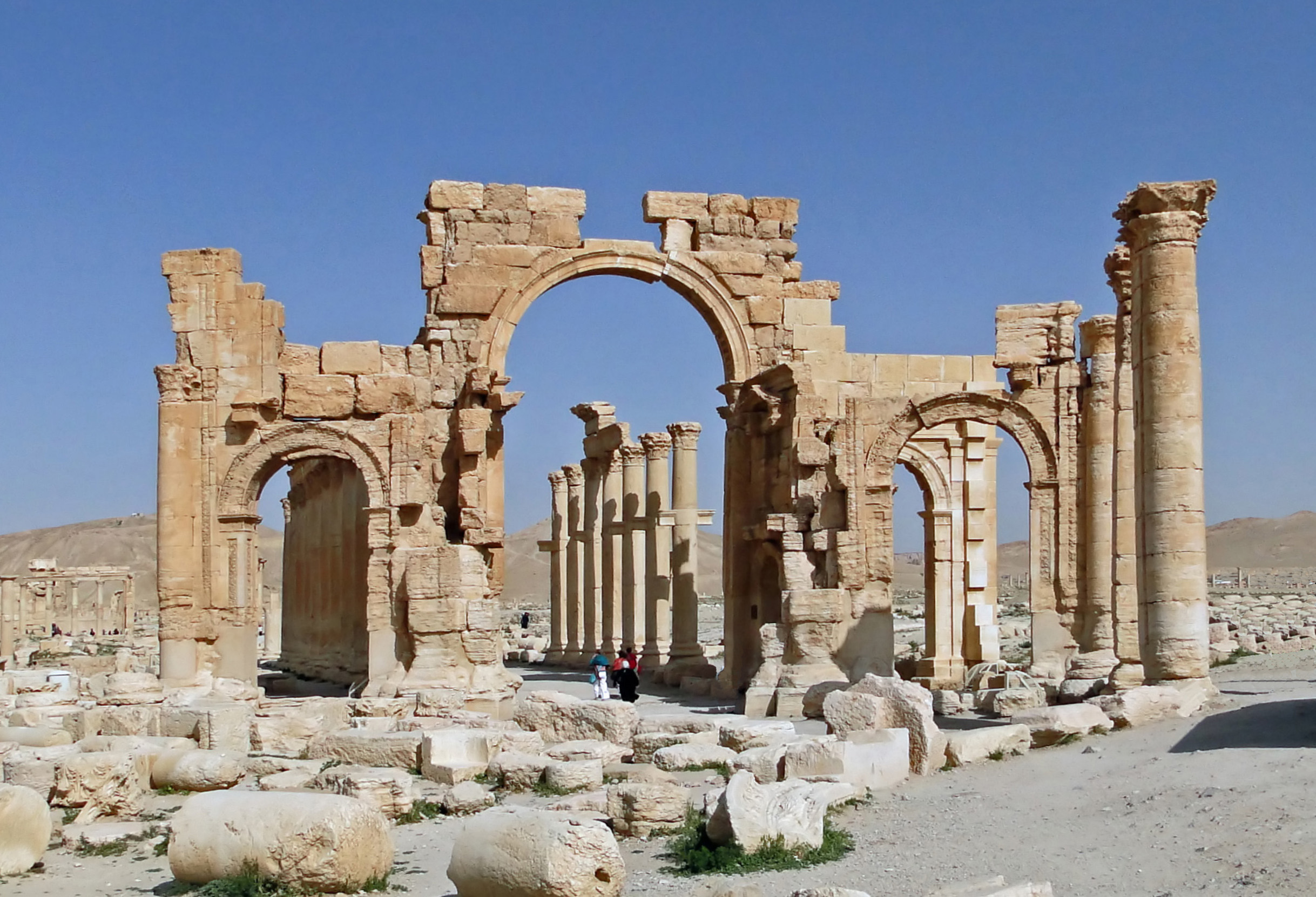
Arco monumental na parte central da Grande Colunata, a rua principal da cidade

Palmira tornou-se parte do Império Romano quando foi anexada e começou a pagar tributo, durante o início do reinado de Tibério, ca. 14 d.C. Os romanos incluíram Palmira na província da Síria e definiram os limites dos territórios controlados pela cidade, que incluíam numerosas aldeias. Foi encontrada uma marca de fronteira colocada por Silano, governador da província da Síria entre 13 e 17 d.C., 75 km a nordeste da cidade, em Khirbet el-Bilaas. Cerca de 90 km a sudoeste, foi encontrada uma marca fronteiriça no Palácio do Parque de Caça Ocidental e a fronteira oriental estendia-se até ao vale do Eufrates. A ligação ao mundo romano trouxe grande prosperidade à cidade, que teve um estatuto privilegiado, mantendo grande parte da sua autonomia e incorporando ao seu governo as instituições típicas das cidades-estado gregas.
O texto em palmireno mais antigo atestando a presença romana na cidade data de 18 d.C., quando o general romano Germânico tentou estabelecer relações amistosas com a Pártia. Ele enviou o palmireno Alexandre a Mesena um reino vassalo parta. Depois disso, a X Legião Fratense (Legio X Fretensis) chegou a Palmira. A autoridade romana durante o século I foi mínima, embora os cobradores de impostos fossem residentes e tivesse sido construída uma estrada entre Palmira e Sura no ano 75. Os romanos usaram soldados palmirenos, mas ao contrário do que era comum nas típicas cidades romanas, não há registo de magistrados ou prefeitos locais. Durante o século I a atividade de construção foi intensa; as primeiras fortificações muralhadas e o Templo de Bel (terminado e consagrado em 32 d.C.) datam dessa altura. Durante esse século passou de um entreposto de caravanas do deserto para um centro de comércio de primeira importância e os mercadores palmirenos estabeleceram colónias nos centros de comércio em redor da cidade.
O comércio de Palmira atingiu o seu auge durante o século II, impulsionado por dois fatores. O primeiro foi uma rota comercial protegida por guarnições nos pontos principais, entre as quais a guarnição de Dura Europo, estabelecida em 117. O segundo fator foi a anexação em 106 de Petra, a capital nabateia, que contribuiu decisivamente para que o controlo do comércio das rotas comerciais provenientes da península Arábica passasse dos nabateus para os palmirenos.

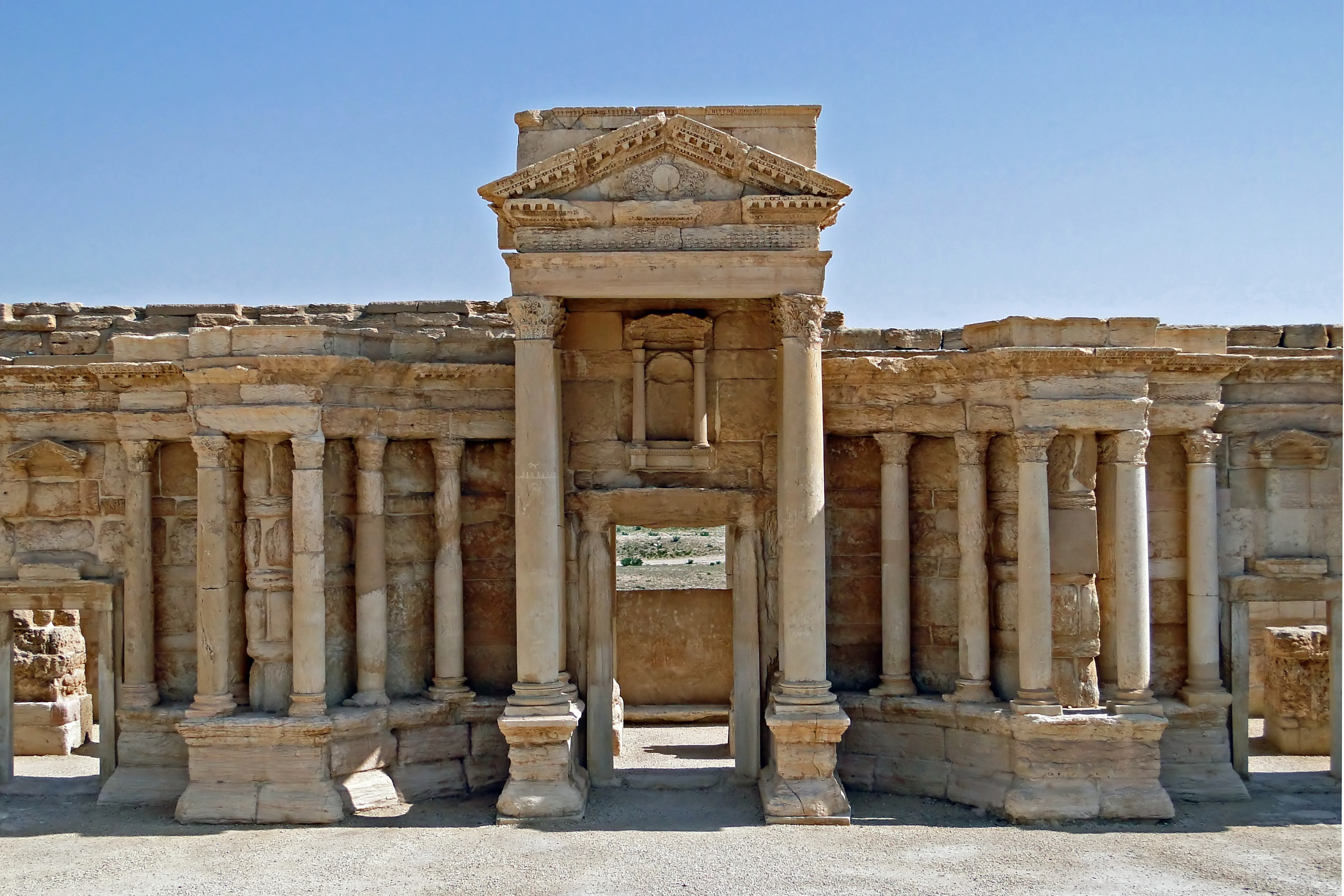
A scaenae frons (cenário) do Teatro romano de Palmira

Em 129, Palmira foi visitada pelo imperador Adriano (r. 117–138), que a batizou Palmira Adriana e lhe concedeu o estatuto de cidade livre (civitas libera). Adriano promoveu o helenismo em todo o império e o modelo usado em Palmira à sua expansão urbana foi o das cidades gregas. Isso conduziu a novos empreendimentos, que incluíram o teatro, a Grande Colunata e o templo de Nabu. A autoridade romana em Palmira foi reforçada em 167, quando a I Ala dos Trácios Hercúleos (Ala I Thracum Herculiana) foi instalada na cidade como guarnição.
Na década de 190 Palmira foi incluída na província da Fenícia, recém-criada pelos imperadores da dinastia severa. No final do século II, a cidade iniciou a transição de uma cidade-estado de tipo grego para uma monarquia e o desenvolvimento urbano diminuiu. A ascensão ao trono imperial romano da dinastia severa (193–235) teve um papel determinante nessa transição política em Palmira. A nova dinastia trouxe benefícios à cidade, que passou a ter a I Coorte Flávia dos Calcedónios (Cohors I Flavia Chalcidenorum) como guarnição em 206. As milícias palmirenas tiveram um papel importante na proteção das fronteiras romanas na Síria Oriental. Caracala deu à cidade o estatuto de colónia romana entre 213 e 216, substituindo muitas instituições gregas por romanas. As guerras romano-partas promovidas pelos Severos, entre 194 e 217, influenciaram a segurança regional e afetaram negativamente o comércio de Palmira. As caravanas começaram a ser assaltadas por bandidos em 199, o que levou a que a presença militar na cidade fosse reforçada. A cidade empenhou mais energia na defesa do Oriente romano do que no comércio e a sua importância cresceu, tendo recebido uma visita do imperador Alexandre Severo pouco antes deste morrer em 235.

#### Reino de Palmira

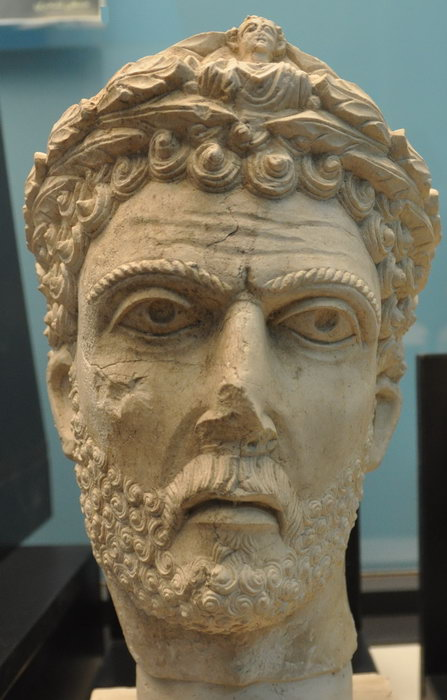
Busto que alguns académicos pensam ser de Odenato. A coroa de louros sugere um governante de estilo romano.

A ascensão do Império Sassânida na Pérsia implicou graves consequências negativas ao comércio de Palmira. Os Sassânidas desmantelaram as colónias palmirenas nos seus territórios e deram início a uma guerra com o Império Romano. Numa inscrição datada de 252, Odenato é mencionado num documento com o título de exarco (senhor) de Palmira. O enfraquecimento do Império Romano e o perigo constante representado pelos persas foram provavelmente as razões que levaram o conselho de Palmira a eleger um líder para a cidade que fosse o comandante de um exército poderoso. Quando Odenato contactou o xá Sapor I (r. 240–270), o seu pedido para garantir os interesses de Palmira na Pérsia foi recusado. O líder palmireno combateu Sapor depois da derrota dos romanos em 260 na Batalha de Edessa, que terminou com a captura do imperador Valeriano (r. 253–268).

#### Guerras Persas
Odenato reuniu então um exército de palmirenos, camponeses e o que restava dos soldados romanos na região, com o objetivo de combater Sapor. Segundo a História Augusta, Odenato autoproclamou-se rei antes dos combates. Os palmirenos obtiveram uma vitória decisiva perto das margens do Eufrates em 260, forçando os persas a retirar. A seguir a essa batalha, um dos oficiais de Valeriano, Macriano Maior (r. 259–261), os seus filhos Quieto e Macriano (r. 260–261) e o prefeito Balista rebelaram-se contra o filho de Valeriano, Galiano (r. 253–268), usurpando o poder imperial na Síria. Em 261, Odenato marchou contra os usurpadores, derrotando e matando Quieto e Balista. Como recompensa, Galiano concedeu-lhe o título de Imperator Totius Orientis ("Governador do Oriente"), ficando com o governo da Síria, Mesopotâmia, Arábia e as regiões orientais da Anatólia como representante imperial. Em 262 Odenato empreendeu outra campanha contra Sapor, durante a qual retomou a Mesopotâmia romana (nomeadamente as importantes cidades de Nísibis e Carras), saqueou a cidade judaica de Neardeia.  e cercou a capital persa, Ctesifonte. A seguir a estes sucessos militares, o palmireno assumiu o título de "Rei de Reis".

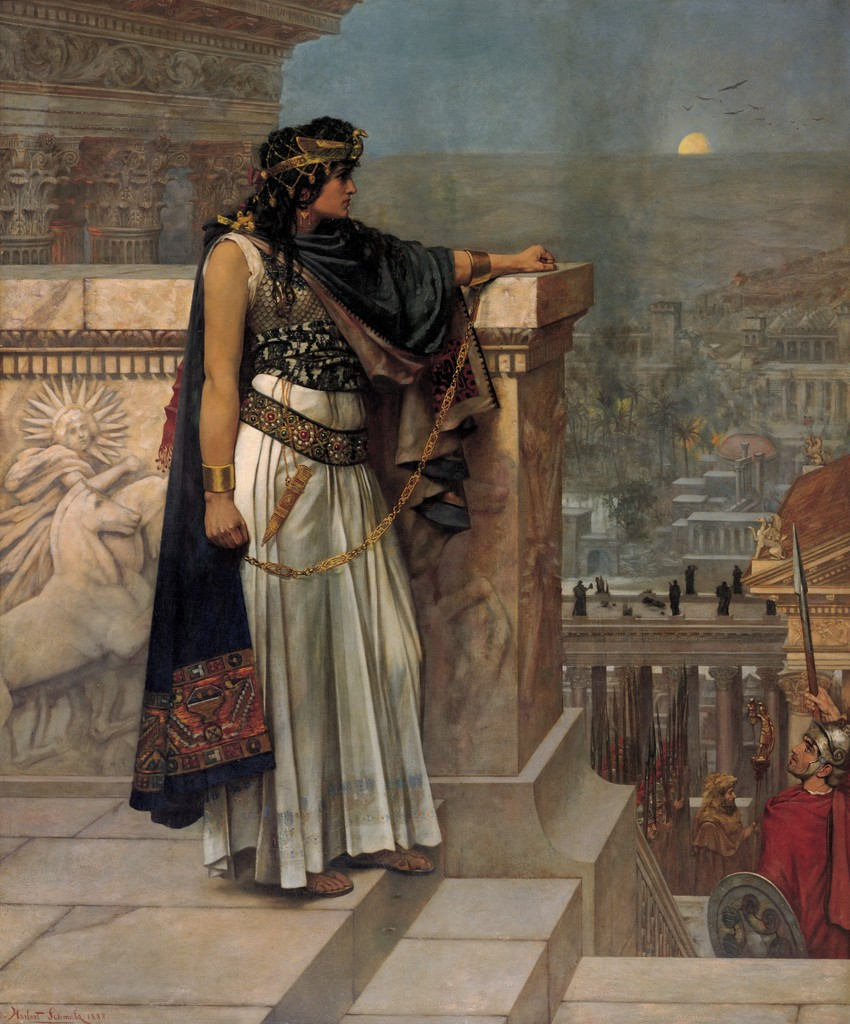
Último Olhar Sobre Palmira da Rainha Zenóbia; pintura de 1888 da autoria de Herbert Schmalz. A esposa e sucessora de facto de Odenato inspirou numerosas obras artísticas pelo menos desde o século XVII, nomeadamente óperas, pinturas, esculturas e obras literárias

Depois de derrotar um exército persa em 263 ou 264, Odenato coroou o seu filho Heranes I como co-Rei de Reis perto de Antioquia e depois cercou Ctesifonte pela segunda vez, em 264. Apesar de não ter tomado a capital persa, Odenato expulsou os persas de todos os territórios que estes tinham conquistado desde que Sapor tinha iniciado a guerra em 252 com o cerco de Nísibis. Um ataque persa a Palmira foi repelido e em 266 Odenato infligiu outra derrota aos seus persas perto de Ctesifonte. O monarca palmireno e o seu filho Heranes acabaram assassinados quando regressavam de uma campanha no norte que tinha como objetivo repelir os ataques dos godos na Ásia Menor, realizada em 267. Segundo a História Augusta e João Zonaras, Odenato foi morto por um primo (Zonaras fala em sobrinho) chamado Meónio (em latim: Maeonius) na História. Segundo esta obra, Meónio foi proclamado imperador por um breve período antes de ser julgado e executado pela viúva de Odenato, Zenóbia. No entanto, não há quaisquer inscrições ou evidências de outro tipo relativas ao reinado de Meónio, pelo que ele deve ter sido morto imediatamente depois de ter assassinado Odenato.
Odenato foi sucedido pelos seus filhos Vabalato, que tinha 10 anos quando o pai morreu. A mãe destes, Zenóbia, foi a governante de facto e Vabalato manteve-se na sua sombra enquanto ela consolidou o seu poder. Galiano enviou o seu prefeito Heracliano para comandar as operações militares contra os persas, mas este foi marginalizado por Zenóbia e voltou para o Ocidente. A rainha foi cuidadosa em não provocar Roma, reclamando para ela e para o filho os títulos do marido, ao mesmo tempo que garantia a segurança das fronteiras com a Pérsia e pacificava os tanuquitas em Auranita.
Zenóbia fortificou várias localidades no Eufrates para proteger as fronteiras com a Pérsia, nomeadamente as cidadelas de Halabia e Zalabia. Existem provas circunstanciais de confrontos com os Sassânidas: provavelmente em 269, Vabalato tomou o título de "Pérsico Máximo" (em latim: Persicus Maximus; lit. "grande vitorioso na Pérsia"), o que pode estar ligado a uma batalha da qual não se conhecem registos contra uma tentativa do exército persa para retomar o controlo do norte da Mesopotâmia.

##### Império de Palmira

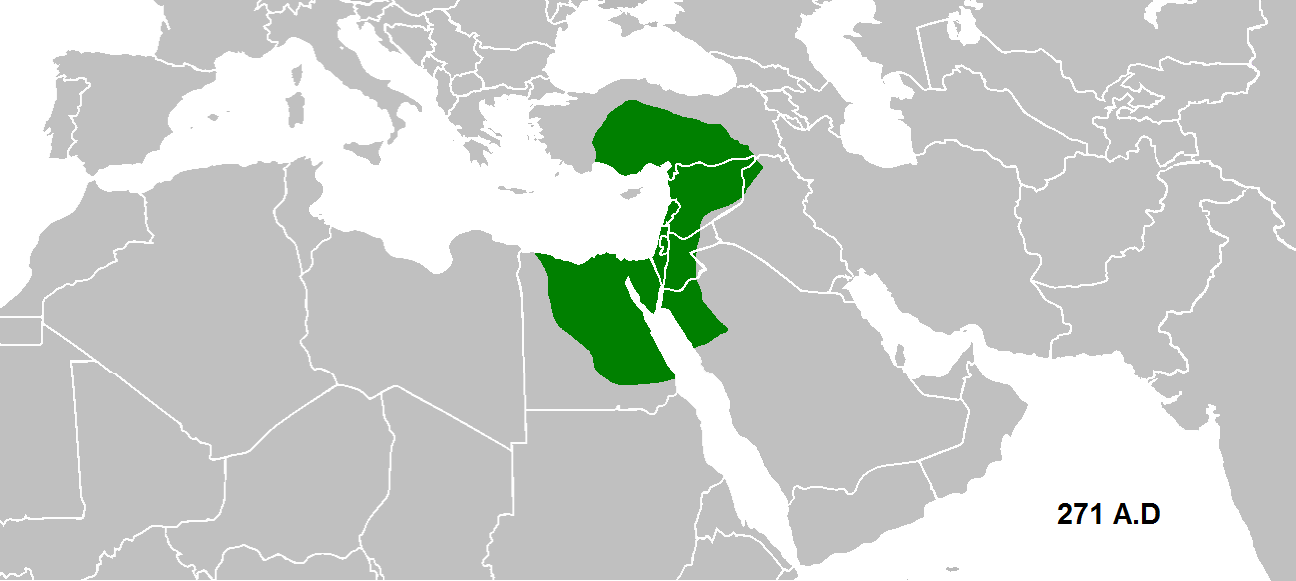
O Império de Palmira em 271

Zenóbia iniciou a sua carreira militar na primavera de 270, durante o reinado do imperador Cláudio II (r. 268–270). A pretexto de atacar os tanuquitas, anexou a Arábia romana e em outubro do mesmo ano invadiu o Egito, uma campanha que terminou vitoriosamente com a proclamação de Zenóbia como rainha do Egito. No ano seguinte, Palmira invadiu a Anatólia, chegando até Ancira, o que marcou o auge da sua expansão. Essas conquistas, por sua vez, foram levadas a cabo mantendo a aparência de subordinação a Roma.
A rainha cunhou moedas em nome de Aureliano (r. 270–275), sucessor de Cláudio, com Vabalato representado como rei. Devido ao facto de Aureliano estar ocupado a repelir as insurgências na Europa, autorizou a cunhagem de moeda em Palmira e concedeu títulos imperiais. No final de 271, Vabalato e a sua mãe assumiram os títulos de Augusto (imperador) e Augusta. No ano seguinte, Aureliano cruzou o Bósforo e avançou rapidamente através da Anatólia em direção aos territórios de Palmira. Segundo um registo histórico, o general Probo retomou o Egito a Zenóbia e Aureliano entrou em Isso e dirigiu-se a Antioquia, onde derrotou Zenóbia na Batalha de Imas. A rainha palmirena foi depois derrotada na Batalha de Emesa e refugiou-se nessa cidade antes de voltar apressadamente à sua capital.  Quando os romanos cercaram Palmira, recusou render-se pessoalmente e fugiu para leste para pedir ajuda aos persas, mas foi presa. A cidade capitulou pouco depois.

#### Períodos romano tardio e bizantino

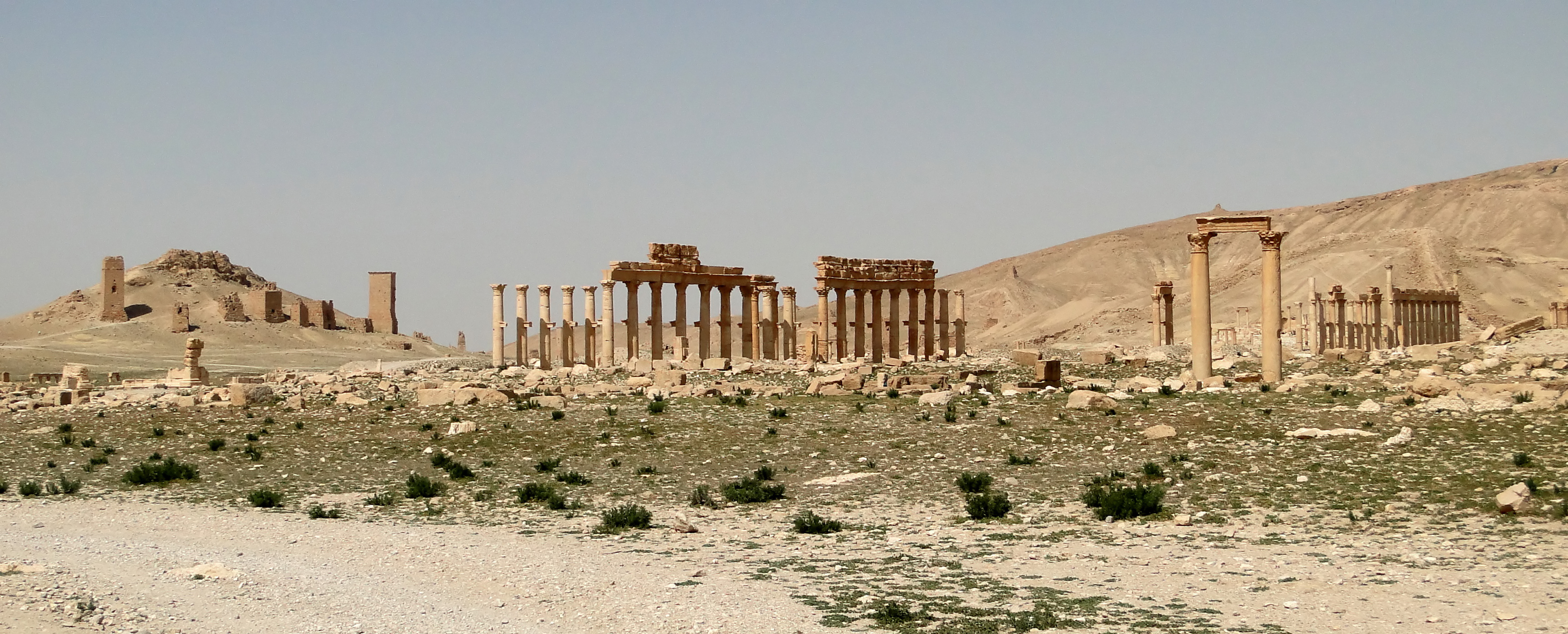
Campo de Diocleciano, castro na parte ocidental da cidade que foi a base da I Legião dos Ilírios

Aureliano poupou a cidade e estacionou lá uma guarnição de 600 arqueiros, comandada por Sandário, para manter a paz. Em 273, Palmira revoltou-se sob a liderança de Septímio Apseu, que proclamou Augusto Septímio Antíoco, filho de Zenóbia. Aureliano marchou novamente sobre Palmira, arrasando-a completamente e despojando os monumentos mais valiosos para decorar o seu Templo de Sol Invicto em Roma. Os edifícios da cidade foram demolidos, os residentes foram massacrados e o Templo de Bel foi pilhado.
Palmira ficou reduzida a uma aldeia sem território. Aureliano mandou depois reparar o Templo de Bel e a I Legião dos Ilírios (Legio I Illyricorum) foi estacionada na cidade. Pouco antes de 303, foi construído o Campo de Diocleciano, um castro na parte ocidental da cidade. Ocupando uma área de quatro hectares, o acampamento foi a base da I Legião dos Ilírios, que garantia a defesa das rotas comerciais em volta da cidade.
Palmira tornou-se uma cidade cristã nas décadas seguintes à destruição por Aureliano. No final de 527, o imperador Justiniano (r. 527–565) ordenou que fosse fortificada e que as suas igrejas e edifícios públicos fossem restaurados, para proteger o império dos raides do rei lacmida Alamúndaro III (r. 505–554).

### Califado árabe
Palmira foi anexada pelo Califado Ortodoxo depois de ter sido tomada em 634 pelo general muçulmano Calide ibne Ualide, que conquistou a cidade depois de uma marcha de 18 dias através do deserto Sírio desde a Mesopotâmia. Nesse tempo Palmira limitava-se ao Campo de Diocleciano e passou a fazer parte da província de Homs.

#### Período omíada e início do período abássida

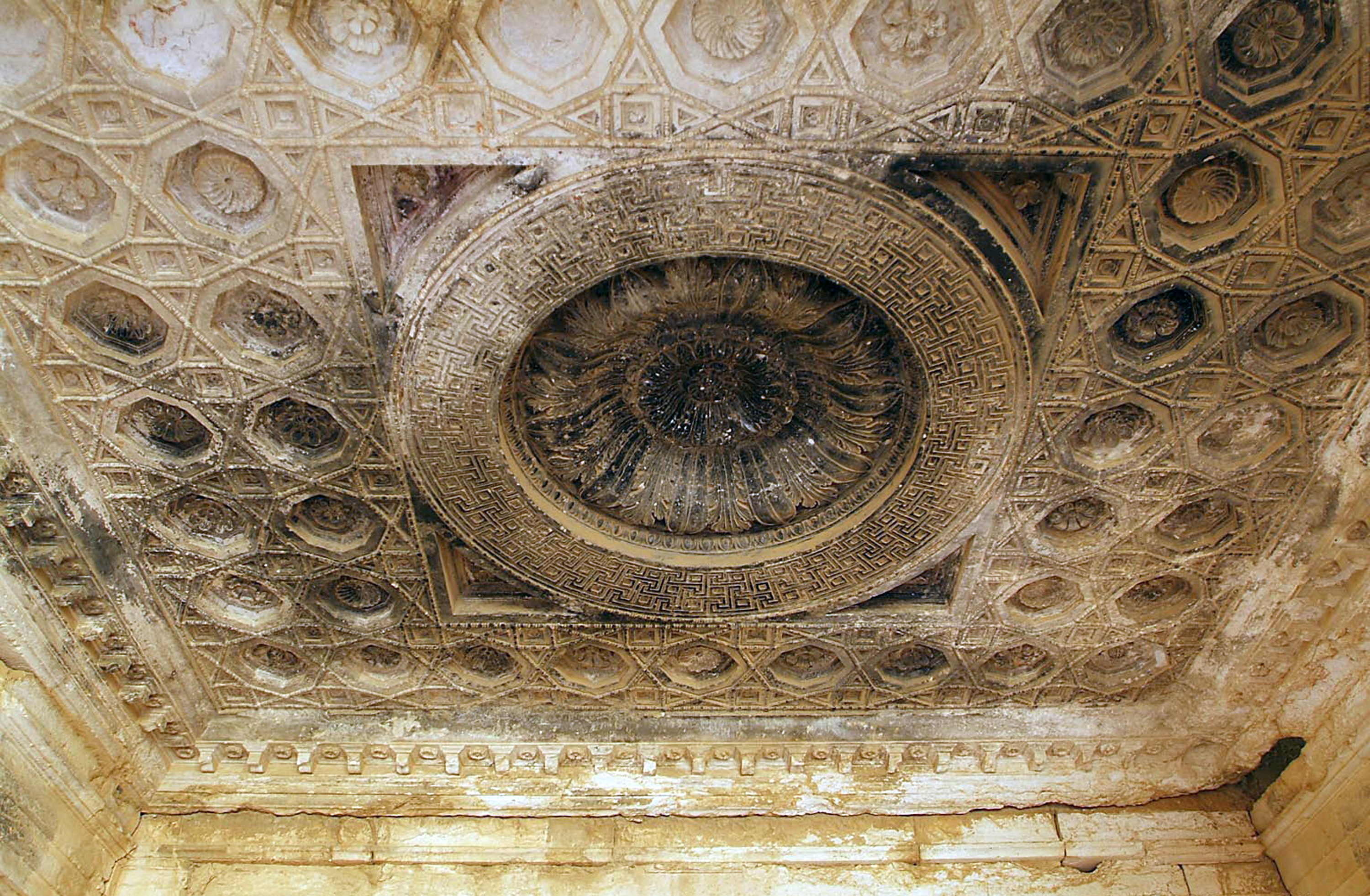
Parte do teto do Templo de Bel; parte deste templo foi usado como mesquita durante o período omíada

Palmira passou por um período de alguma prosperidade enquanto esteve sob o Califado Omíada e a sua população aumentou. Os Omíadas usaram parte do Templo de Bel como mesquita e como a cidade era uma paragem chave na rota comercial entre o Oriente e o Ocidente construíram um grande soco (mercado). Durante esse período, Palmira foi um reduto da tribo dos calbitas. Depois de ter perdido a guerra civil no califado entre Maruane II e Ibraim ibne Ualide, o contendedor omíada apoiante do segundo, Solimão ibne Hixame, procurou refúgio junto dos calbitas em Palmira, mas acabaria por aliar-se a Maruane em 744. Palmira continuou a opor-se a Maruane até à rendição do líder dos calbitas, Alabraxe Alcalbi, em 745. Nesse mesmo ano Maruane mandou demolir as muralhas de Palmira.
Em 750, uma revolta contra o novo Califado Abássida estalou por toda a Síria, liderada por Majza ibne Alcautar e o pretendente omíada Abu Maomé Sufiani. As tribos de Palmira apoiaram os rebeldes. Depois de ser derrotado, Abu Maomé procurou refúgio na cidade, que aguentou os ataques dos Abássidas tempo suficiente para ele fugir. Nos últimos anos do século IX, os irmãos Iáia e Huceine, melhor conhecidos respectivamente por seus pseudónimos Saíbe Anaca ("mestre da camela") e Saíbe Axama ("homem com a marca"), lideraram os carmatas do deserto da Síria e utilizaram Palmira como base de operações, onde coordenaram os seus ataques contra os domínios abássidas e tulúnidas na Síria ao lado da tribos dos calbitas. Conseguiram alcançar algumas vitórias, mas foram sucessivamente derrotados, primeiro em 902 em frente de Damasco, onde Iáia faleceu quando cercava a cidade, então sob controle do governador Tugueje ibne Jufe, e finalmente em 903, na batalha de Hama, na qual Huceine foi derrotado.

#### Descentralização
O poder abássida definhou durante o século X, quando o império se desintegrou e foi dividido entre vários vassalos. Apesar disso, a maior parte dos novos governantes reconhecia o califa como o seu soberano nominal, uma situação que se manteve até à destruição do Califado Abássida pelos mongóis em 1258.

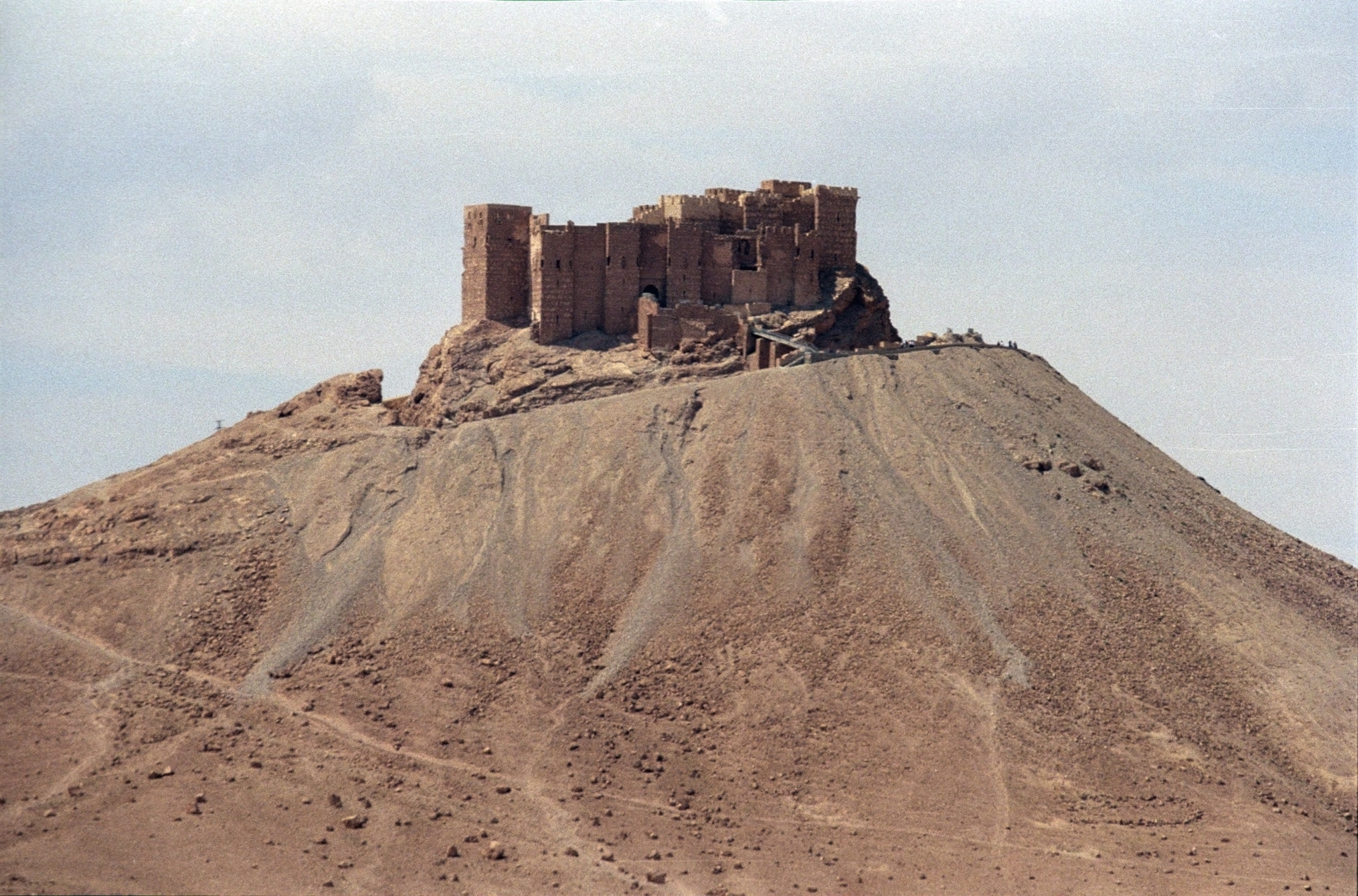
(Qalʿat ibn Maʿn), construído pelo emir aiúbida de Homs (Xircu II; r. 1186–1240) e renovado na década de 1630 por

Em 955, Ceife Adaulá, o emir hamadânida de Alepo, derrotou nómadas perto de Palmira e construiu uma casbá (fortaleza) para responder aos ataques dos imperadores bizantinos Nicéforo II Focas (r. 963–969) e João I Tzimisces (r. 969–976). Após o colapso dos Hamadânidas no início do século XI, Palmira foi controlada pela dinastia mirdássida que lhes sucedeu no Emirado de Alepo. Em 1068 e 1089, a cidade foi devastada por terramotos. Na segunda metade do século XI, o controlo da cidade passou dos Mirdássidas para Calafe, da tribo Malaibe, cuja capital era Homs. A partir da década de 1070, a Síria foi controlada pelo Império Seljúcida, cujo sultão Maleque Xá I expulsou os Malaibe e prendeu Calafe em 1090. As terras de Calafe foram entregues ao irmão de Maleque Xá, Tutuxe I, que se tornou independente depois da morte do irmão em 1092 e estabeleceu um ramo da dinastia seljúcida na Síria.
Durante o início do século XII, Palmira foi governada por Toguetequim, o atabegue búrida de Damasco, que nomeou um sobrinho seu como governador. Este foi morto por rebeldes e o atabegue retomou a cidade em 1126. Palmira foi então dada ao neto de Toguetequim, Xiabadim Mamude, que foi substituído pelo governador Iúçufe ibne Firuz quando Xiabadim Mamude regressou a Damasco para suceder ao seu pai Buri Taje Almoluque. Os Búridas transformaram o Templo de Bel numa cidadela em 1132 e fortificaram a cidade, que entregaram três anos depois ao clã Bim Caraja em troca de Homs.
Em meados do século XII, Palmira foi anexada pelo atabegue zênguida Noradine e passou a fazer parte da província de Homs. Esta foi dada como feudo ao general Aiúbida Xircu em 1167 e confiscada depois da sua morte dois anos depois. Homs foi anexada pelo sultanato aiúbida em 1174 e no ano seguinte Saladino entregou-a (com Palmira incluída) como feudo ao seu primo Maomé ibne Xircu. Depois da morte de Saladino em 1193, o Império Aiúbida foi dividido e Palmira foi dada ao filho de Maomé ibne Xircu, Almujaide (Xircu II ou Shirkoh II), que construiu o castelo de Palmira, conhecido como Castelo de Facradim Almaani (Qalʿat ibn Maʿn), ca. 1230. Cinco anos antes, em 1225, o geógrafo sírio Iacute de Hama escreveu que os residentes da cidade viviam "num castelo rodeado por uma muralha de pedra".

### Período mameluco
Palmira foi usada como refúgio pelo neto de Almujaide, Axerafe Muça, que se aliou com o Ilcanato mongol, então governado por Hulagu Cã, e fugiu depois da derrota dos mongóis frente aos Mamelucos em 1260, na Batalha de Aim Jalute. Axerafe pediu depois perdão a Qutuz, sultão mameluco do Cairo. O perdão foi concedido e Axerafe tornou-se vassalo dos Mamelucos. Axerafe Muça morreu em 1263 sem deixar herdeiros, pelo que o Emirado de Homs passou a ser governado diretamente pelos Mamelucos.

#### Principado Alfadle

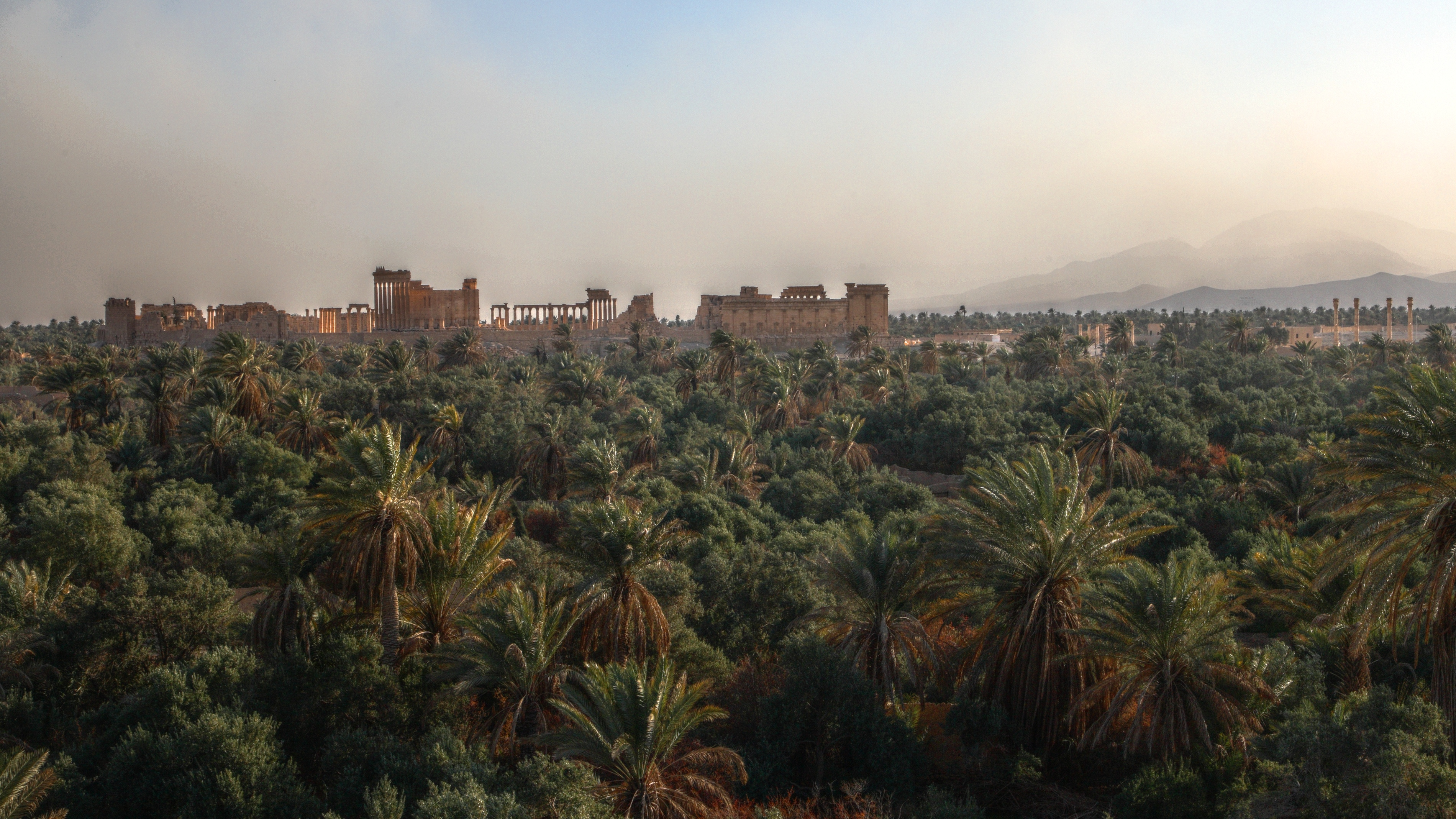
Hortas de Palmira

O clã Alfadle, um ramo da tribo Banu Tai, declarou a sua lealdade aos Mamelucos e em 1284 o príncipe Muana ibne Issa do clã Alfadle foi nomeado senhor de Palmira pelo sultão Calavuno. Em 1293, Muana foi preso pelo sultão Axerafe Calil, tendo sido libertado dois anos depois pelo sultão Quitebuga, que também lhe restaurou os títulos. Muana declarou-se depois leal a Oljaitu do Ilcanato, em 1312. O sultão mameluco Anácer Maomé destituiu-o e substituiu-o pelo seu irmão Alfadle. Muana foi perdoado e recuperou o cargo em 1317, mas em 1320 ele e a sua tribo foram expulsos devido a ter continuado a relacionar-se com o Ilcanato. Foi substituído pelo líder tribal Maomé ibne Abi Becre.
Em 1330, Muana foi novamente perdoado e recuperou o governo de Palmira. Manteve-se leal a Nácer até morrer três anos depois, tendo sido sucedido pelo filho. O historiador árabe Alumari (1300–1384) descreveu Palmira como tendo «vastas hortas, comércio florescente e monumentos bizarros». A família Alfadle protegeu as rotas comerciais e as aldeias dos raides de beduínos, mas eles próprios assaltaram outras cidades e combateram entre si. Os Mamelucos intervieram militarmente várias vezes, depondo, prendendo ou expulsando os líderes Alfadle.
Em 1400, Palmira foi atacada por Tamerlão, que roubou 200 mil ovelhas e destruiu a cidade. O príncipe Alfadle Noçáir escapou à batalha contra Tamerlão e mais tarde combateu contra Jacã, emir de Alepo. Noçáir foi capturado, levado para Alepo e executado em 1406 o que, segundo o jurista e teólogo egípcio ibne Hajar de Ascalão (1372–1449), pôs fim ao poder do clã Alfadle.

### Período otomano e seguintes
A Síria foi integrada no Império Otomano em 1516 e Palmira passou a fazer parte do Eialete de Damasco, como centro do sanjaque de Saliana. Durante o período otomano, Palmira era uma pequena aldeia que ocupava o pátio do Templo de Bel. Depois de 1568, os otomanos nomearam o príncipe libanês Ali ibne Muça Harfuxe, do clã Harfuxe, como governador do sanjaque de Palmira, que foi destituído em 1584 por traição.

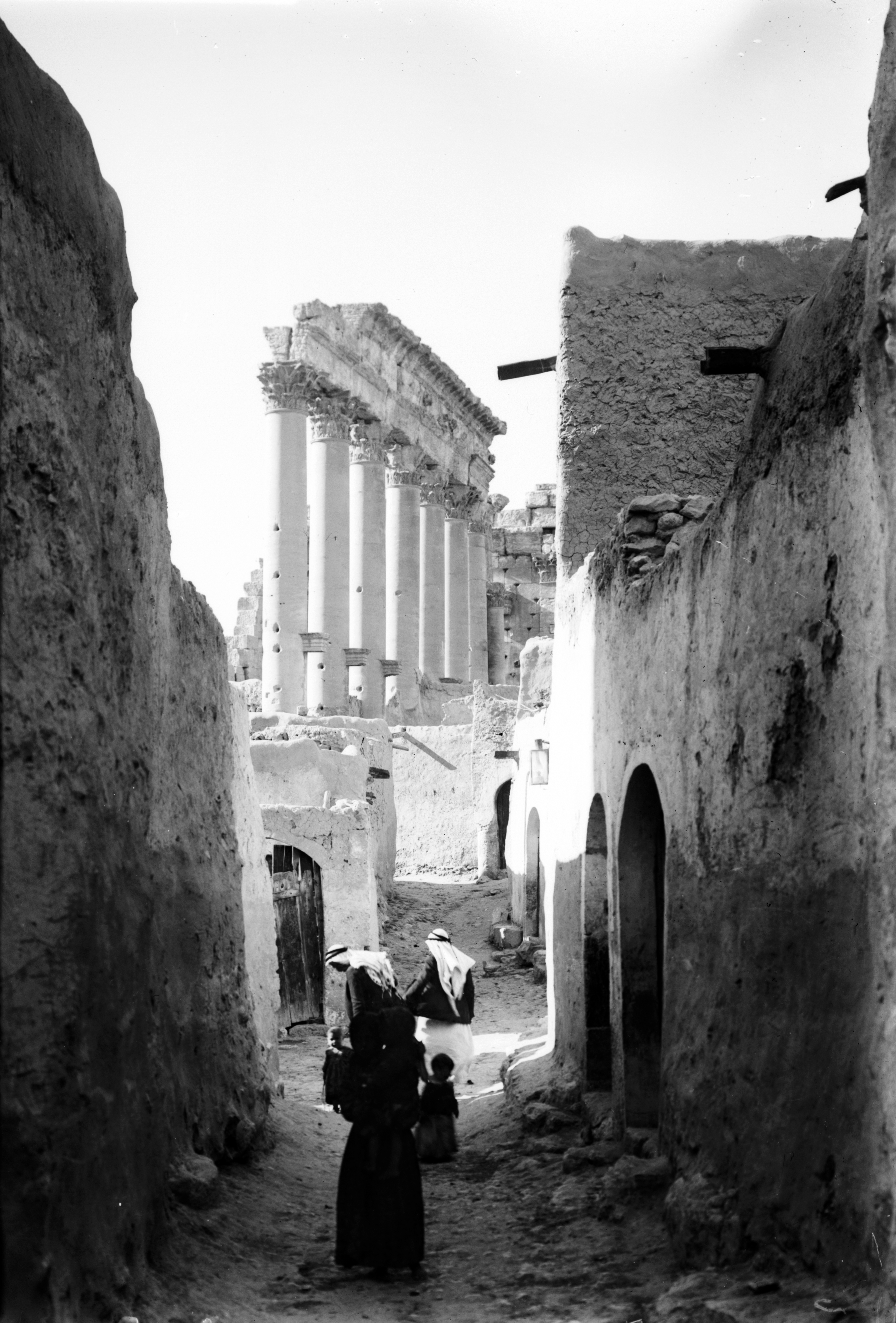
Rua da aldeia de Tadmor na primeira ou segunda década dos século XX

Em 1630, Palmira ficou sob a autoridade de outro príncipe libanês, Facradim II, que renovou o castelo de Xircu II, que passou a ser conhecido como Castelo de Facradim Almaani (Qalʿat Ibn Maʿn). Fakhr-al-Din caiu em desgraça junto dos otomanos em 1633 e perdeu o controlo da aldeia, que permaneceu um sanjaque separado até ter sido integrado no sanjaque de Zor em 1857. Em 1867 a aldeia tornou-se a base de uma guarnição otomana ali colocada para controlar os beduínos.
Palmira retomou alguma importância no início do século XX como estação para caravanas e para isso também contribuiu o advento dos transportes motorizados. Em 1918, quando a Primeira Guerra Mundial estava a terminar, a Força Aérea Britânica construiu um aeródromo para dois aviões. Em novembro desse ano os otomanos retiraram do sanjaque de Zor sem combater. O exército do Emirado Árabe da Síria entrou em Deir Zor em 4 de dezembro e o sanjaque passou a fazer parte da Síria. Em 1919 os britânicos e franceses entraram em desacordo sobre as fronteiras dos mandatos da Sociedade das Nações planeados, tendo sido sugerido pelo representante militar britânico permanente no Conselho Supremo de Guerra Aliado, Henry Wilson, que Palmira fizesse parte do mandato britânico. Contudo, o general britânico Edmund Allenby persuadiu o seu governo a abandonar esse plano e toda a Síria, incluindo Palmira, passou a fazer parte do mandato francês depois da derrota do Reino Árabe da Síria na Batalha de Maysalun, em 24 de julho de 1920.
Durante o mandato francês, Palmira ganhou importância devido à sua localização estratégica para a pacificação do deserto Sírio. As autoridades francesas construíram uma base militar na aldeia, junto ao Templo de Bel, em 1921. Em 1929, o diretor geral de antiguidades na Síria, Henri Seyrig, começou a escavar as ruínas e convenceu os aldeões a mudarem-se para uma nova aldeia, construída pelos franceses perto do sítio arqueológico. A trasladação da população para a nova aldeia de Tadmur foi completada em 1932, deixando a antiga Palmira à disposição dos arqueólogos para a escavarem.

#### Guerra Civil Síria

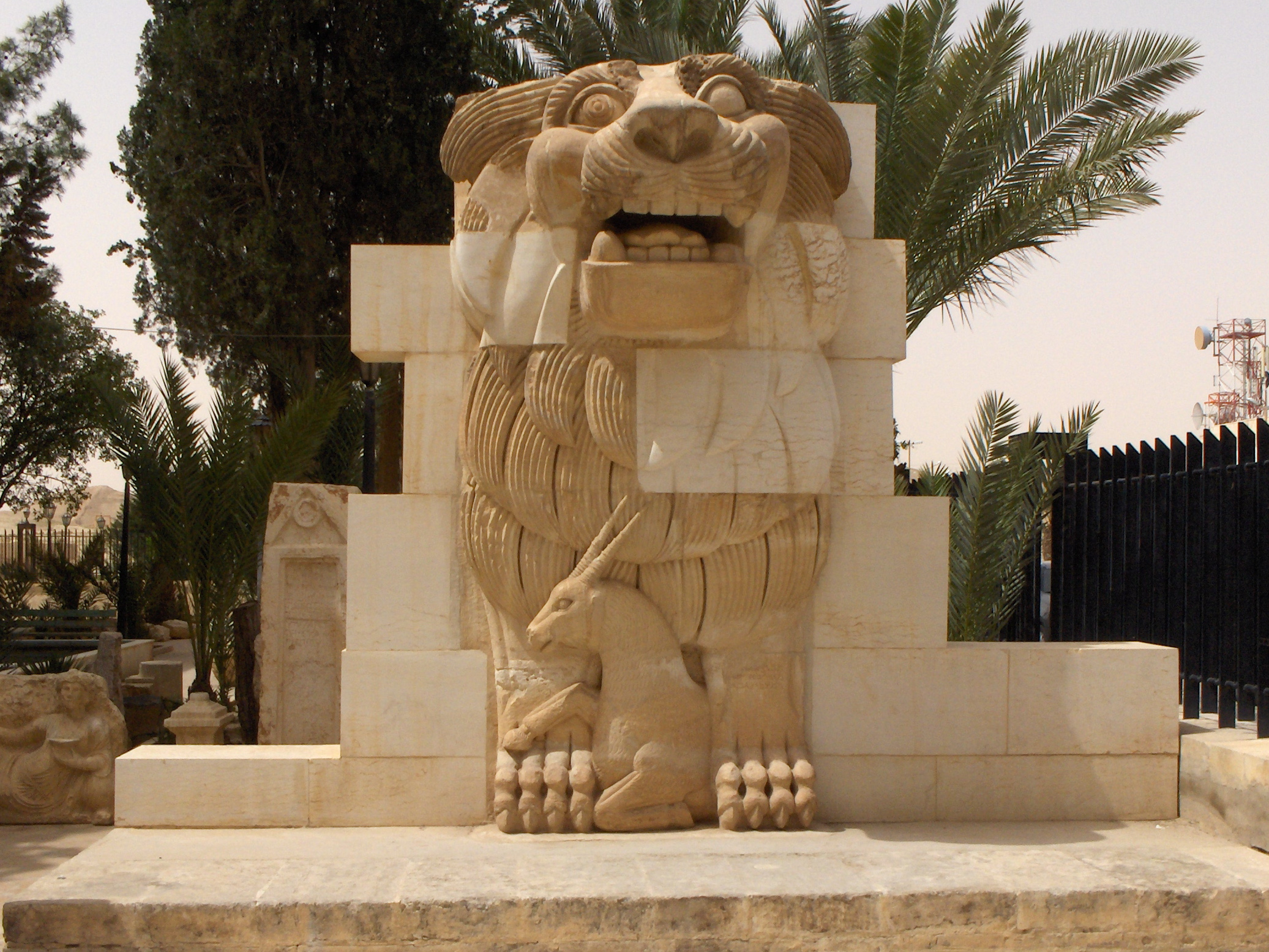
Relevo do Leão de Alat, originalmente situado no Templo de Nabu e destruído pelo EIIL

Devido à Guerra Civil Síria, Palmira sofreu muitas pilhagens e foi bastante danificada pelos combatentes. Durante o verão de 2012, os receios sobre pilhagens no museu e no sítio aumentaram quando foi divulgado um vídeo amador que mostrava soldados sírios a carregarem pedras funerárias. Contudo, segundo uma reportagem do canal de televisão francês France 24, é impossível determinar se o vídeo mostrava uma pilhagem. No ano seguinte, a fachada do Templo de Bel apresentava um grande buraco provocado por fogo de morteiro e as colunas da Grande Colunata foram danificadas por estilhaços de artilharia. No início de 2015, Maamoun Abdulkarim, diretor de antiguidades e museus do Ministério da Cultura da Síria informou que o Exército Sírio tinha tropas posicionadas em alguns locais do sítio arqueológico. Por sua vez, as tropas da oposição estavam estacionadas em hortas em volta da cidade.
Em maio de 2015, o Estado Islâmico do Iraque e do Levante (EIIL) lançou um ataque à cidade moderna, o que provocou receios que o grupo radicalmente iconoclasta destruísse a antiga cidade. Em 21 de maio, o EIIL entrou no sítio arqueológico e segundo testemunhas oculares, em 23 de maio o Leão de Alat e outras estátuas foram destruídas por militantes islâmicos. No início de julho de 2015 a imprensa mundial divulgou que pelo menos desde 27 de maio que o antigo teatro tinha sido usado para execuções públicas, realizadas por adolescentes sob as ordens do EIIL. Segundo residentes locais, a força aérea síria bombardeou as ruínas em 13 de junho, danificando a muralha norte junto ao Templo de Baal-Shamin e dez dias depois foi anunciado que o EIIL tinha dinamitado vários santuários da antiga cidade.
Na edição de 20 de julho de 2015 da The New Yorker, considerava-se que a cidade tinha sido perdida pelo governo sírio, naquilo que foi a primeira grande vitória do EIIL contra o exército sírio. Em agosto foi anunciada a destruição por explosivos dos templos de Baal-Shamin e de Bel e a morte por decapitação de Khaled al-Asaad, diretor do sítio arqueológico de Palmira durante cinco décadas. No dia 5 de outubro de 2015 a imprensa mundial relatou a destruição do arco monumental.
No dia 27 de março de 2016, após dias de intensos combates, o exército sírio e milícias aliadas anunciaram que haviam retomado Palmira e expulsado da região os combatentes do EIIL. No entanto, em dezembro de 2016 o grupo terrorista retomou o controle da cidade e destruiu outros monumentos que são parte das ruínas. Em 2 de março de 2017, o exército sírio, com apoio da Força Aérea Russa, reconquistou pela segunda vez a cidade histórica. Em 7 de dezembro de 2024, a cidade foi retomada pelo Exército Livre Sírio, após as forças do regime terem se retirado da região.

## População, língua e sociedade

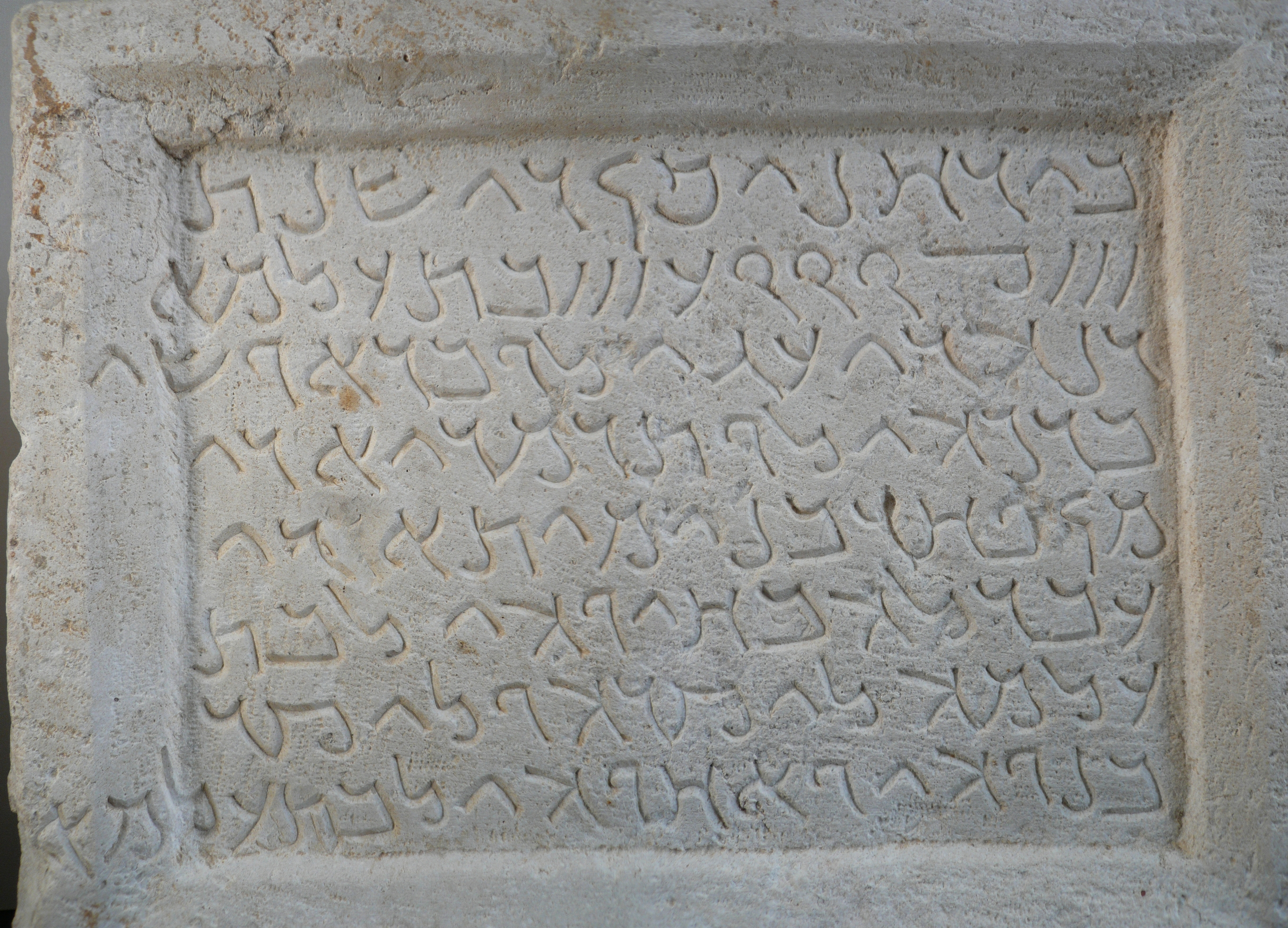
Inscrição em escrita palmirena em exposição no Museu do Louvre

No seu auge, durante o reinado de Zenóbia, Palmira tinha mais de 200 mil residentes. Os seus habitantes mais antigos foram amoritas, no início do segundo milénio a.C. e no fim desse milénio há registos de que a área era habitado por arameus. No final do primeiro milénio a.C. instalaram-se árabes na área. Os soldados palmirenos de Zabdibel que ajudaram os Selêucidas na batalha de Ráfia (217 a.C.) foram descritos como árabes. Os novos habitantes foram assimilados pelos mais antigos, falavam a sua língua e formaram um segmento significativo da aristocracia. A cidade também teve uma comunidade judaica; na necrópole de Bete-Searim, no sul da Galileia, foram descobertas inscrições em palmireno que atestam o enterro de judeus de Palmira.
Quando a cidade foi conquistada pelo Califado Ortodoxo em 634, era habitada por cristãos árabes. Durante o período omíada, a maioria dos habitantes eram da tribo Banu Calbe. Durante o século XII, Benjamim de Tudela registou a existência de dois mil judeus em Palmira, mas depois da invasão de Tamerlão foi uma pequena aldeia onde viviam 30 ou 40 famílias árabes. No início do século XX tinha cerca de seis mil habitantes.

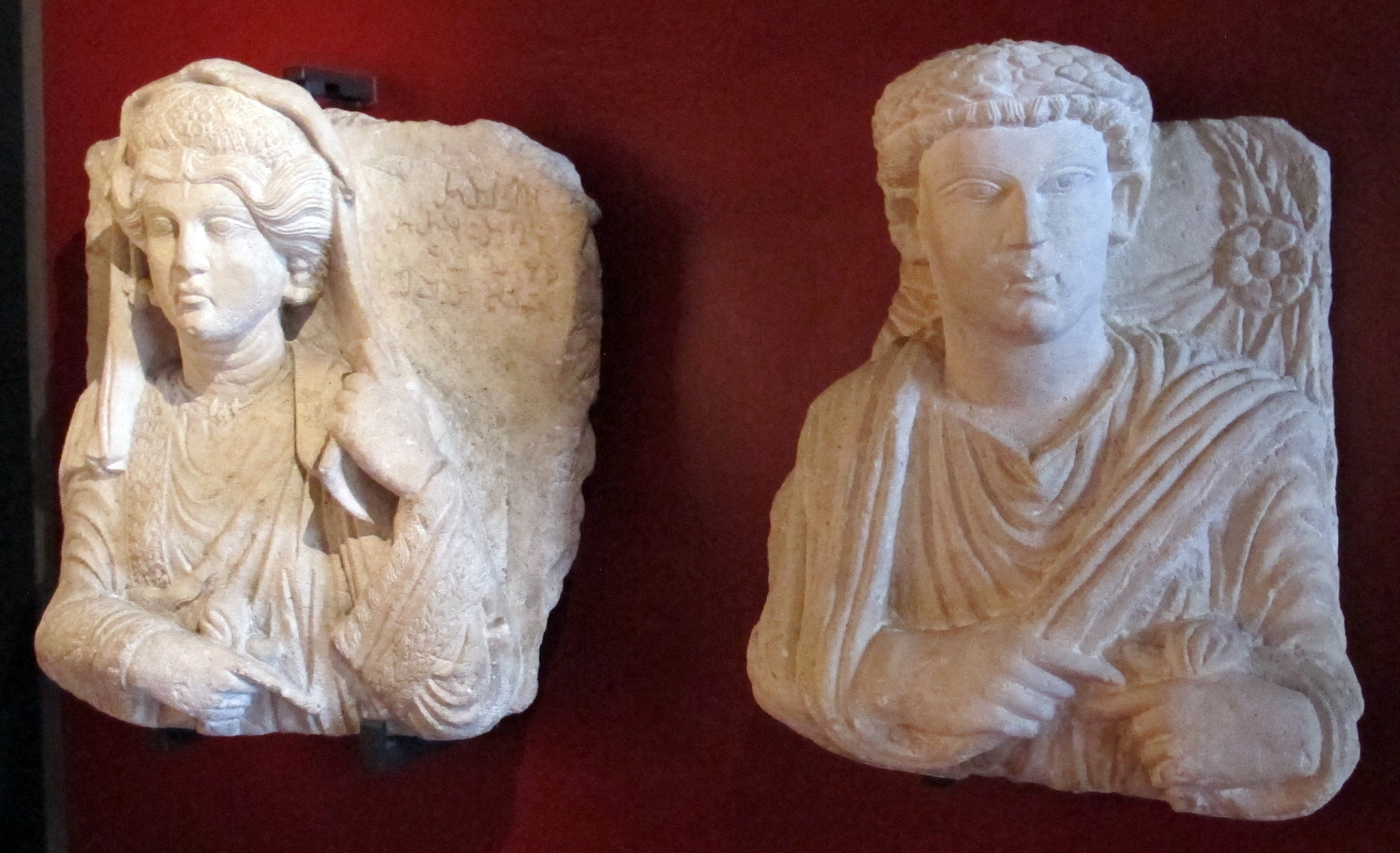
Relevos funerários de Palmira do século I ou, no Museu Gregoriano Egípcio, Vaticano

Antes de 274 a.C., os palmirenos falavam um dialeto aramaico e usavam o alfabeto palmireno. O latim foi muito pouco usado em Palmira, mas o grego era usado no comércio e diplomacia pelos membros das classes mais altas, tornando-se a língua dominante durante o período bizantino. Depois da conquista árabe, o grego deu lugar ao árabe, do qual evoluiu um dialeto local.
A sociedade palmirena antes de 273 a.C. era constituída por uma mistura de diferentes etnias, o que é patente nos nomes de clãs aramaicos, amoritas e árabes. Palmira era uma comunidade tribal, não no sentido que tem nas culturas nómada, mas como como um grupo de famílias alargadas com uma descendência patrilinear. Contudo, devido à falta de fontes, não é possível compreender a estrutura e evolução da estrutura tribal da cidade. Foram documentados trinta clãs, cinco deles identificados como tribos (no sentido das tribos gregas [φυλή; phylé]) — Bene Mita, Komare, Mattabol, Ma'zin e Claudia — e vários sub-clãs. No tempo de Nero, Palmira tinha quatro tribos, cada uma residente na sua área da cidade que tinha o seu nome. Três dessas tribos eram a Komare, Mattabol e Ma'zin; não se sabe ao certo qual era a quarta tribo, mas provavelmente era a Mita. Com o tempo as diferenças tribais esbateram-se e as tribos passaram a ser essencialmente de caráter cívico. No século II d.C., a identidade dos clãs perdeu a sua importância e desapareceu no século seguinte. Apesar do acentuado declínio na Idade Média e de estar rodeada por beduínos, os aldeões preservaram o seu dialeto e mantiveram o seu modo de vida.

## Cultura

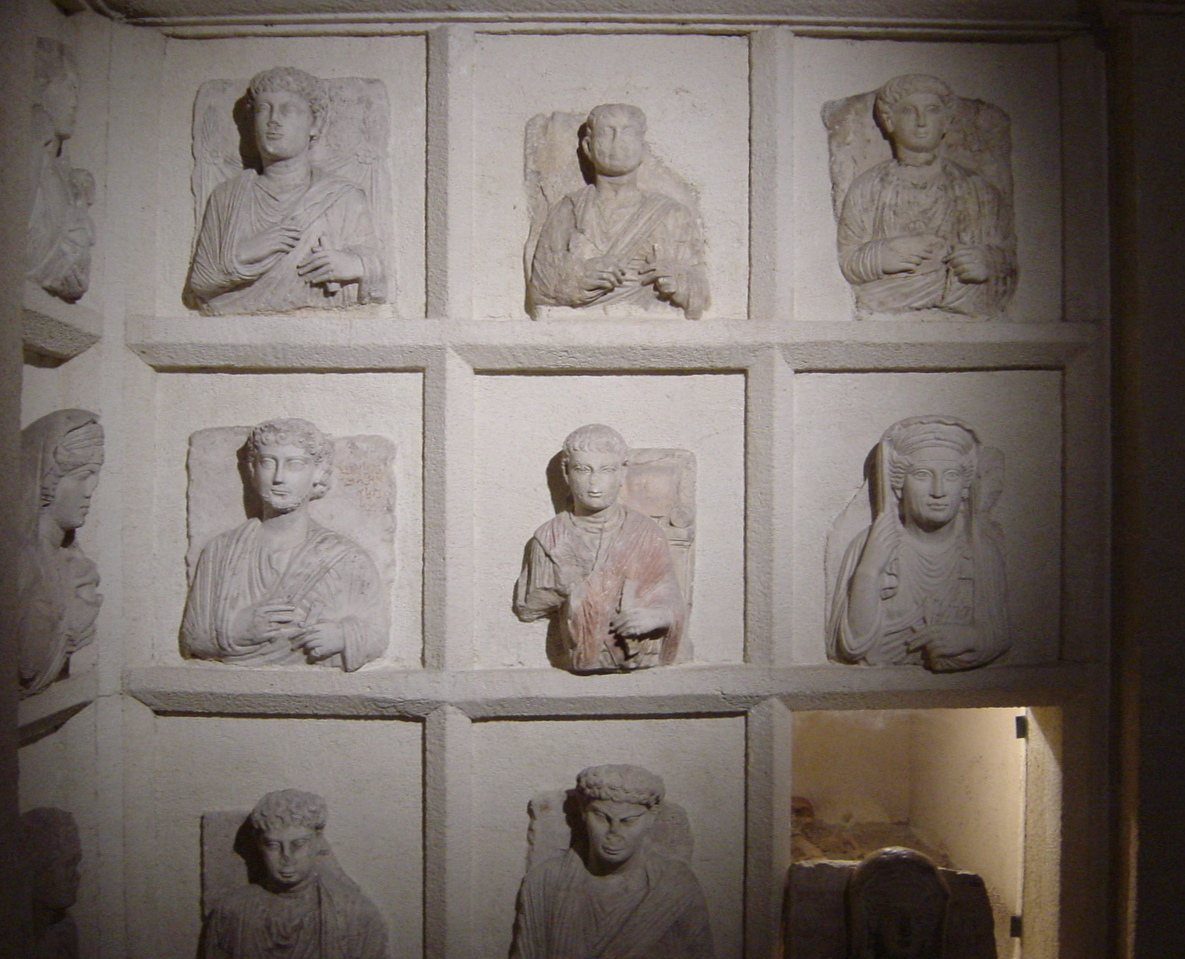
Columbário palmireno com lóculos no Museu Arqueológico de Istambul

Palmira tinha uma cultura distinta, influenciada pelas culturas grega e romana, mas baseada em tradições semitas locais. A extensão da influência grega na cultura de Palmira é tema de debate entre os estudiosos. De acordo com a tradição académica, as práticas gregas dos palmirenos constituíam uma camada superficial sobre uma essência local. O senado de Palmira era um exemplo disso — apesar de ter sido descrito em textos gregos como uma bulé (uma instituição política grega), a reunião de líderes tribais mais velhos não eleitos fazia parte de uma tradição do Médio Oriente. Alguns académicos, como Fergus Millar, vêm a cultura de Palmira como uma fusão entre tradições locais e greco-romanas.
Além da influência ocidental, a cultura persa também influenciou as classes altas de Palmira, nomeadamente o gosto pela caça, a arte, vestuário, cerimónias da corte e táticas militares. Sem grandes bibliotecas ou centros de publicação, Palmira não teve a vida intelectual característica de outras cidades orientais como Edessa ou Antioquia. Não obstante Zenóbia tenha aberto a sua corte a académicos, o único intelectual palmireno notável documentado foi o filósofo Cássio Longino. Palmira tinha uma grande ágora, mas ao contrário das ágoras gregas, que eram espaços públicos de reunião onde havia edifícios públicos, a ágora de Palmira assemelhava-se mais a um caravançarai do que a um centro da vida pública.
Os palmirenos sepultavam os seus mortos em mausoléus de família elaborados, com paredes interiores formando lóculos (nichos) nos quais os mortos eram colocados deitados. As paredes dos túmulos eram decoradas com um relevo do morto, que fazia o papel de lápide. No final do século II passam a ser usados sarcófagos em alguns dos túmulos. Muitos túmulos continham múmias completamente vestidas e adornadas com joias. Os métodos de embalsamamento eram similares aos usados no Antigo Egito.

### Arte e arquitetura

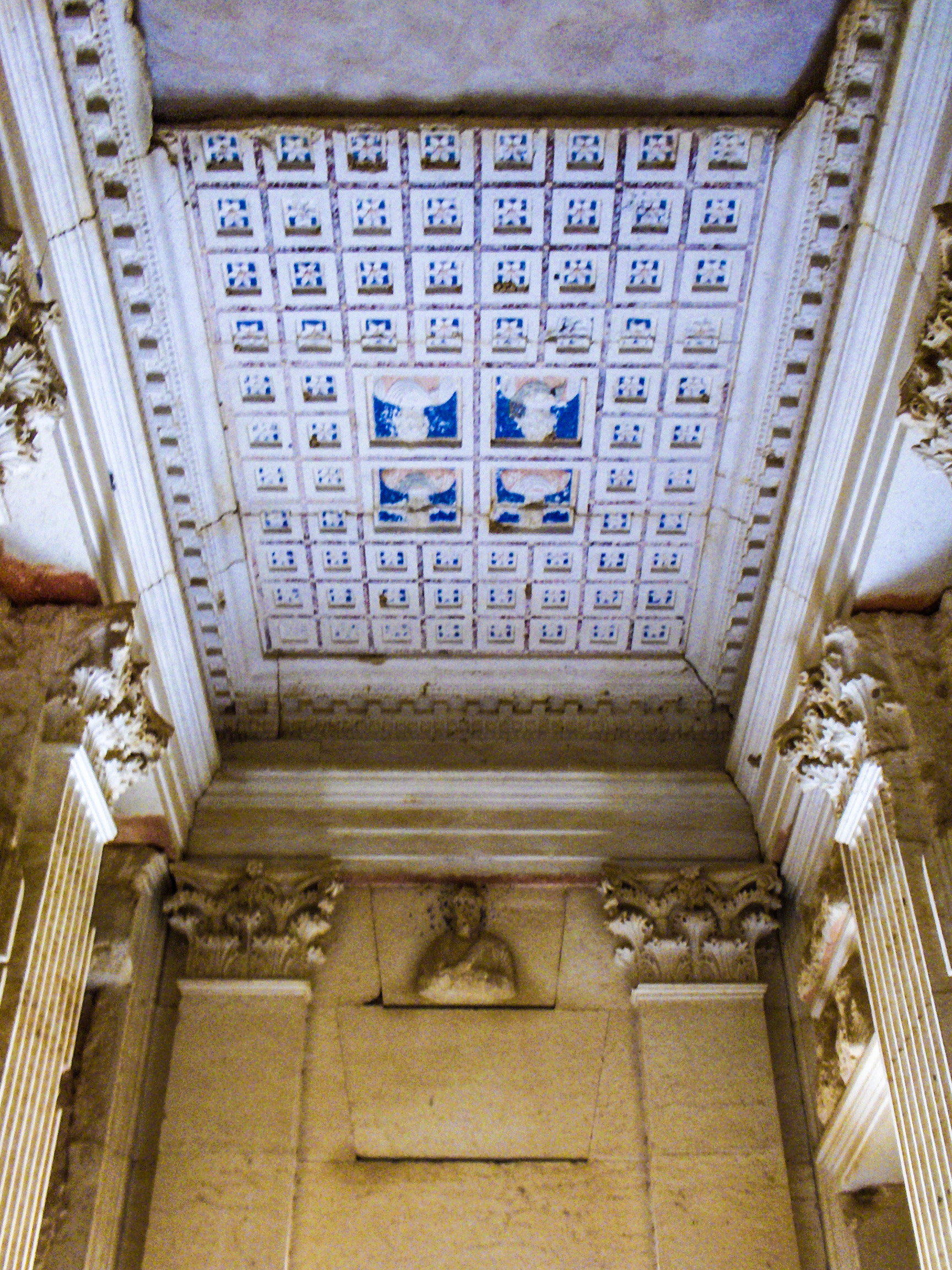
Interior do túmulo de Elahbel

Embora a arte de Palmira esteja relacionada com a da Grécia, tinha um estilo distinto, único na região do Médio Eufrates, A escultura está bem representada na forma de bustos em relevo que selam as aberturas dos compartimentos fúnebres.Os bustos enfatizavam a roupa, joias e uma representação frontal da pessoal retratada, características que podem ser consideradas como precursoras da arte bizantina. Para Mikhail Rostovtzeff (1870–1952), a arte de Palmira foi influenciada pela arte da Pártia. No entanto, a origem da representação frontal que carateriza as artes palmirena e parta é um tema controverso — Daniel Schlumberger (1904–1972) sugeriu que a origem era parta, mas para Michael Avi-Yonah (1904–1974) foi uma tradição local síria que influenciou a arte parta.
Pouco chegou até nós da pintura e todas as estátuas de bronze de cidadãos proeminentes que estavam em suportes das principais colunas da Grande Colunata desapareceram. Um friso arruinado e outras esculturas do Templo de Bel, muitas delas retiradas e levadas para museus na Síria e no estrangeiro, dão uma ideia da escultura monumental pública da cidade.
Muitos dos bustos funerários que sobreviveram foram para museus ocidentais durante o século XIX. Palmira forneceu os exemplos mais convenientes para apoiar uma controvérsia sobre história da arte no virar do século XX: até que ponto a influência oriental na arte romana substituiu o classicismo idealizado por figuras simplificadas, hieráticas e frontais (como acreditavam Josef Strzygowski e outros). Esta transição é interpretada como sendo mais uma resposta às mudanças culturais no Império Romano do Ocidente do que uma influência artística do Oriente. Ao contrário das esculturas romanas, os bustos em relevo de Palmira são retratos rudimentares. Não obstante alguns possam ter «uma qualidade individual impressionante», os seus detalhes variam pouco entre figuras de sexo e idade similar.
Como o resto da sua arte, a arquitetura de Palmira foi influenciada pelo estilo greco-romano, ao mesmo tempo que preservou elementos locais, o que é especialmente notório no Templo de Bel. Rodeado por uma parede maciça flanqueada com colunas romanas tradicionais, a planta do santuário de Bel é primariamente semita. Similar ao Segundo Templo, o santuário consistia num amplo pátio com o sacrário principal da divindade descentrado em relação à entrada (uma planta que apresenta elementos dos templos de Ebla e Ugarit).

## Governo

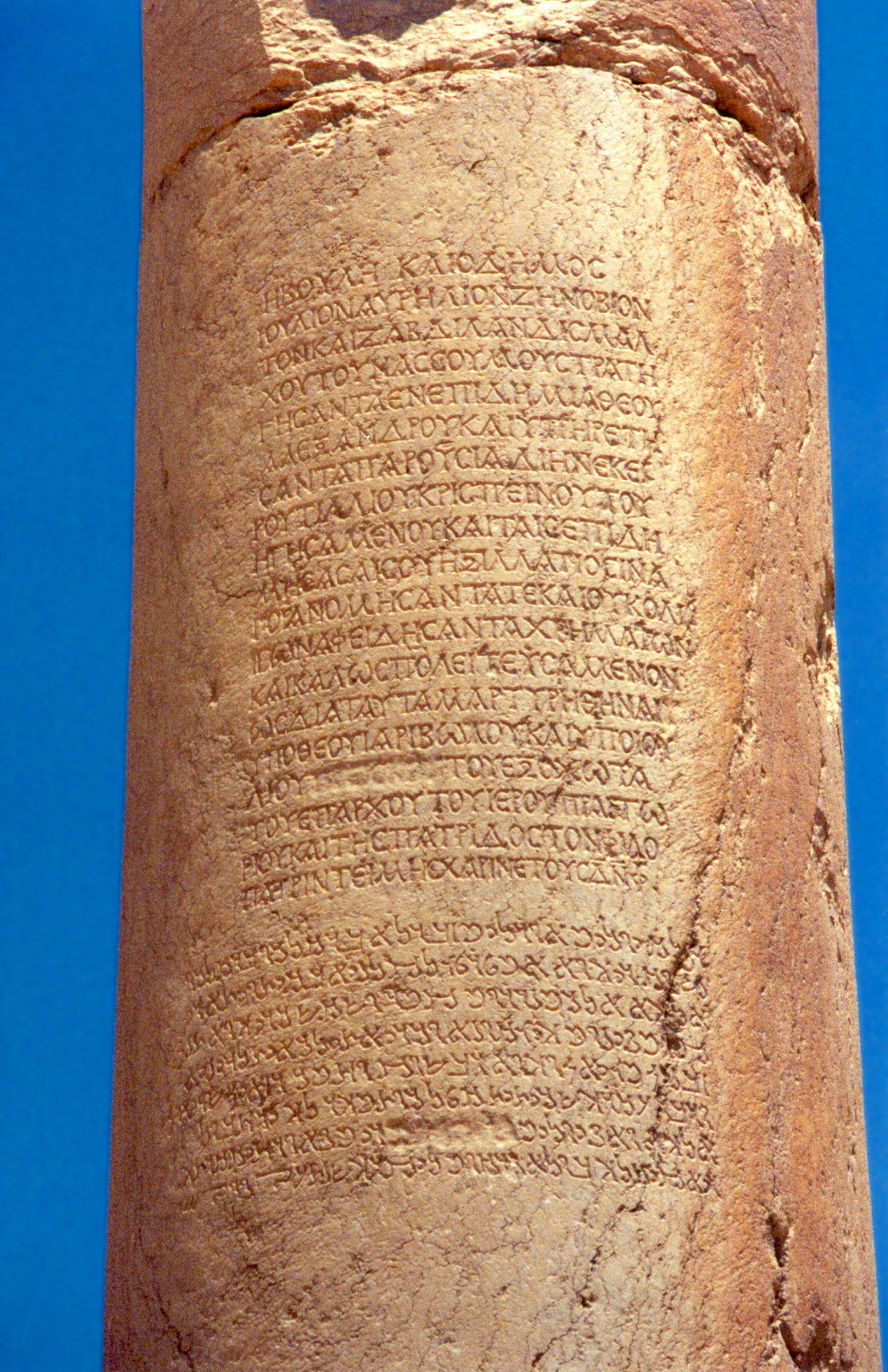
Inscrição em e datada de 242 ou 243, em honra de

Desde o início da sua história até ao século I d.C. Palmira foi apenas um xarifado sem grande importância, mas no século I a.C. começou a desenvolver-se uma identidade palmirena. Durante a primeira metade do século I d.C., Palmira incorporou algumas instituições políticas das pólis gregas; o conceito de cidadania (demos) aparece numa inscrição datada de 10 d.C., que descreve os palmirenos como uma comunidade; outra inscrição, de 74 d.C., menciona a bulé (senado) da cidade. O papel político das tribos em Palmira é um tema debatido entre os historiadores. Durante o século I, aparentemente o governo era controlado por quatro tesoureiros, um de cada uma das tribos, mas a sua função passou a ser cerimonial no século seguinte, estando o poder nas mãos do conselho.
O conselho ou assembleia (ou bulé) de Palmira era constituído por algumas centenas de membros da elite local (como os cidadãos mais velhos ou os líderes das famílias ou clãs mais ricos), representando toda a população. Era encabeçado por um presidente e administrava os assuntos civis, como supervisão dos serviços e obras públicas (que incluíam a construção de edifícios públicos), aprovação de despesas, cobrança de impostos e nomeava dois arcontes todos os anos. As tropas de Palmira era comandadas por generais intitulados estrategos (strategoi) nomeados pelo conselho. As autoridades provinciais romanas aprovavam a estrutura fiscal de Palmira, mas a interferência romana no governo local era mínima, pois o império pretendia assegurar a continuidade da prosperidade do comércio palmireno, o qual trazia benefícios para Roma, e a imposição da administração direta colocaria em risco a capacidade de Palmira conduzir os seus negócios no Oriente, especialmente na Pártia.
Com a elevação de Palmira a colónia romana, por volta de 213–216, a cidade passou a estar fora da alçada dos governadores provinciais e sujeita aos impostos romanos. Palmira incorporou as instituições romanas no seu sistema de inspiração helenística ao mesmo tempo que manteve muitas das antigas. O conselho continuou a existir e os estrategos designavam um dos dois magistrados que eram eleitos anualmente. Estes duúnviros implementaram a nova constituição colonial, substituindo os antigos arcontes.

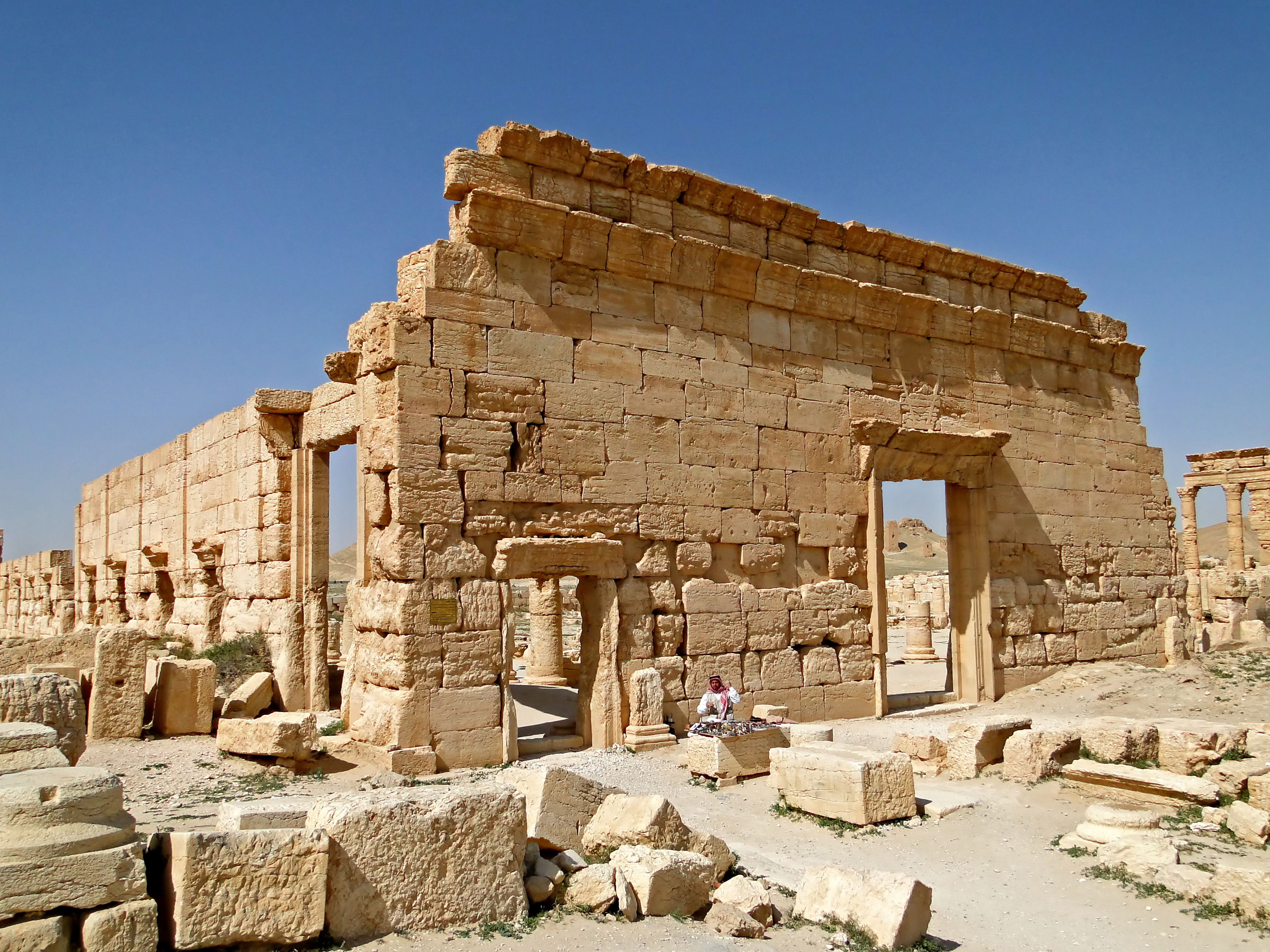
Ágora de Palmira

O panorama político de Palmira mudou com a ascensão ao poder da família de Odenato. Uma inscrição de 251 descreve Heranes I, filho de Odenato, como Ras (senhor) de Palmira (exarco na secção em grego da inscrição). Outra inscrição, de 252, descreve Odenato com o mesmo título. É provável que Odenato tenha sido eleito pelo conselho como exarco, um título muito pouco usual no Império Romano e que não fazia parte das instituições de governo tradicionais de Palmira. Não se sabe se o título se refere a uma posição militar ou sacerdotal, mas o mais provável é que correspondesse a uma função militar. Em 257, Odenato era conhecido como consular (consularis), possivelmente o legado (legatus) da província da Fenícia. No ano seguinte, Odenato começou a expandir a sua influência política, tirando partido da instabilidade regional causada pela agressão dos Sassânidas, que culminou com a derrota romana na batalha de Edessa (270), a elevação à realeza de Odenato e à mobilização de tropas que fizeram de Palmira um reino.
A monarquia manteve o conselho e a maior parte das instituições cívicas, permitindo a eleição de magistrados até 264. Na ausência do monarca, a cidade era governada por um vice-rei. Apesar dos governadores das províncias romanas orientais sob o controlo de Odenato continuarem a ser nomeados por Roma, o rei tinha autoridade sobre eles. Durante a rebelião de Zenóbia, os governadores foram nomeados pela rainha.
Nem todos os palmirenos aceitaram o domínio da família real. Um senador chamado Septímio Hadudane surge numa inscrição posterior como apoiante dos exércitos de Aureliano durante a rebelião de 273. Após a destruição da cidade pelos romanos, Palmira foi administrada diretamente por Roma e pelos estados que seguiram, incluindo os Búridas e os Aiúbidas, ou por líderes beduínos subordinados do governo central, nomeadamente a família Alfadle, que governou sob os Mamelucos.

### Exército

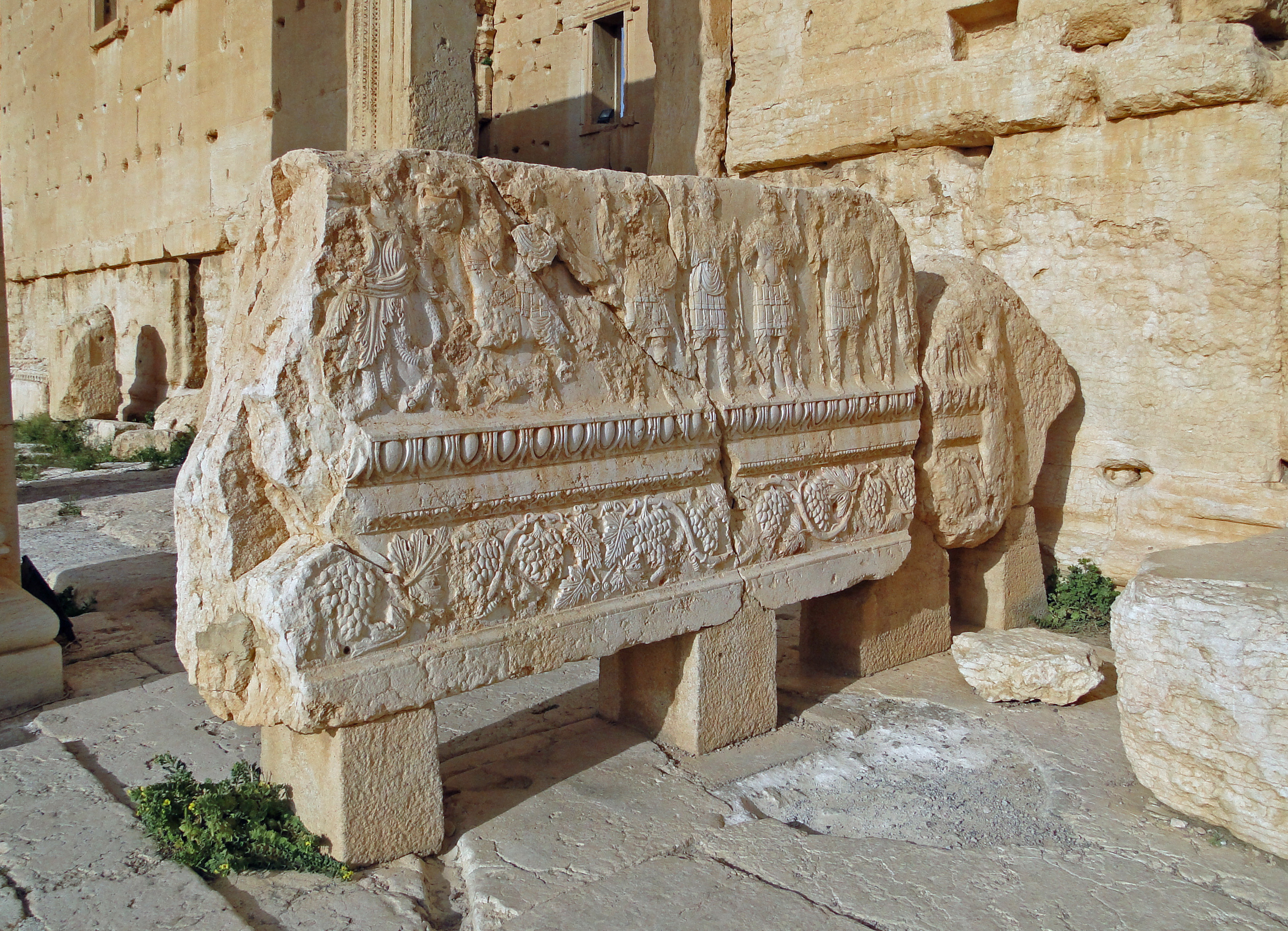
Relevo no Templo de Bel com deuses da guerra palmirena

Devido ao seu caráter militar e sua eficácia em batalha, o historiador Irfan Shahîd descreveu Palmira como a "Esparta entre as cidades do Oriente"; até os deuses palmirenos eram representados com uniformes militares. O exército de Palmira defendia a cidade e a sua economia, contribuindo para estender a autoridade da cidade para além das suas muralhas e protegendo as rotas comerciais do deserto. Nos períodos de maior prosperidade, a cidade teve um exército substancial; Zabdibel comandou uma força de 10 mil homens no século III d.C. e Zenóbia encabeçou um exército de 10 mil soldados na batalha de Emesa. Os soldados eram recrutados entre a população da cidade e dos seus territórios, que se estendia por vários milhares de quilómetros quadrados, desde os arredores de Homs até ao vale do Eufrates. Também eram recrutados soldados não palmirenos; há registo de um cavaleiro nabateu em serviço numa unidade palmirena estacionada em Ana em 132. Desconhece-se o sistema de recrutamento, mas a cidade pode ter selecionado e equipado as suas tropas, que eram comandadas, treinadas e disciplinadas por estrategos.
Os estrategos eram nomeados pelo conselho com a aprovação de Roma. O exército, comandado pelo monarca e pelos seus generais, seguia os modelos dos Sassânidas nas armas e táticas. Os arqueiros palmirenos eram famosos e as principais forças de ataque de Palmira eram a infantaria e a cavalaria pesada (catafractários). A infantaria era armada com espadas, lanças e pequenos escudos redondos. Os catafractários e os seus cavalos usavam armaduras integrais e usavam lanças pesadas (kontos) com 3,65 metros de comprimento, sem escudo.

#### Relações com Roma
Cientes da capacidade de combate dos palmirenos em áreas extensas esparsamente povoadas, os romanos formaram uma tropa auxiliar (corpo de tropas auxiliares) palmirena para servir no seu exército imperial. Vespasiano (r. 69–79) teve 8 mil arqueiros palmirenos na Judeia e Trajano (r. 98–117) criou a primeira tropa auxiliar palmirena em 116, uma unidade de cavalaria, a I Ala Úlpia dos Dromedários Palmirenos (Ala I Ulpia dromedariorum Palmyrenorum) Em várias ocasiões foram enviadas unidades palmirenas para diversas regiões Império Romano, algumas bastante distantes. Durante o final do reinado de Adriano (r. 117–138) uma unidade de Palmira serviu na Dácia; no reinado de Antonino Pio (r. 138–161) houve tropas palmirenas em El Kantara, na Numídia, e na Mésia. No final do século II, Roma formou a XX Coorte Palmirena ( Cohors XX Palmyrenorum), que esteve estacionada em Dura Europo.

### Governantes

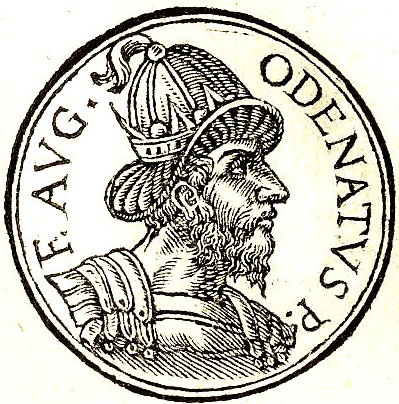
Odenato retratado como um soldado no Promptuarii Iconum Insigniorum

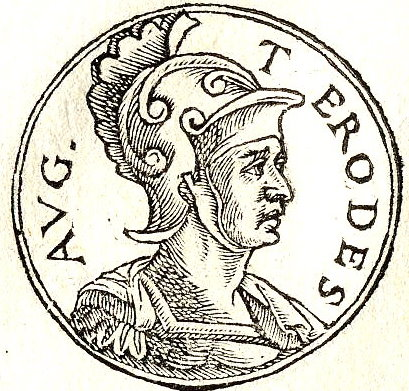
no Promptuarii Iconum Insigniorum

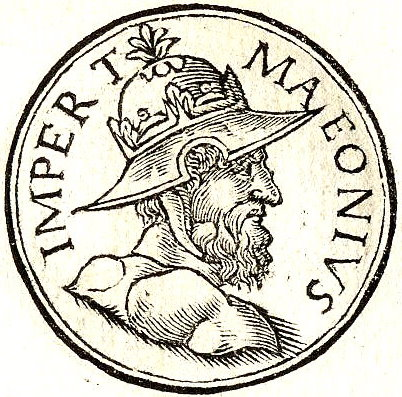
Meónio no Promptuarii Iconum Insigniorum

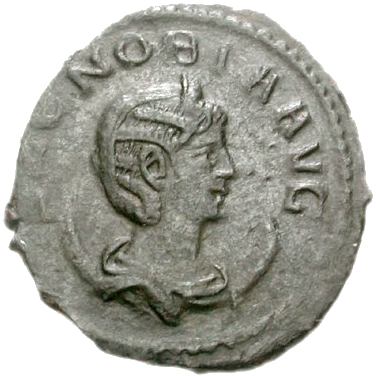
Zenóbia representado como Augusta no obverso dum antoniniano

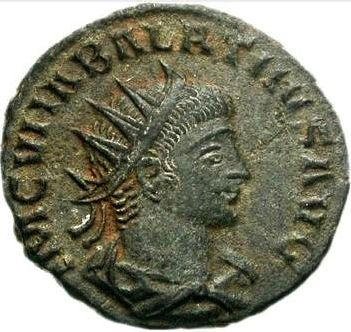
Valabato representado como Augusto no obverso dum antoniniano

| Governante          | Período             | Título                                                                               | Notas |                     |
| Dinastia de Odenato | Dinastia de Odenato | Dinastia de Odenato                                                                  | Dinastia de Odenato | Dinastia de Odenato |
| ------------------- | ------------------- | ------------------------------------------------------------------------------------ | --- | ------------------- |
| Odenato             | 260–267             | Rei de reis                                                                          | Descrito postumamente como rei de reis, as inscrições conhecidas do tempo de Odenato apresentam-no como rei.                                                          |                     |
| Heranes I           | 263–267             | Rei de reis                                                                          | Era filho de Odenato e foi coroado pelo seu pai como co-rei de reis perto de Antioquia.                                                                               |                     |
| Meónio              | 267                 | Imperador                                                                            | Era familiar de Odenato — geralmente é apontado como primo, mas segundo João Zonaras era sobrinho.                                                                    |                     |
| Vabalato            | 267–272             | Rei de reis Imperador                                                                | Abandonou o título rei de reis em 270, substituindo-o pelo título em latim rex (rei) e declarou-se imperador em 271. Governou durante a regência da sua mãe, Zenóbia. |                     |
| Zenóbia             | 267–272             | Reinou como regente dos seus filhos e não se reclamou governante de direito próprio. | Reinou como regente dos seus filhos e não se reclamou governante de direito próprio.                                                                                  |                     |
| Septímio Antíoco    | 273                 | Imperador                                                                            | Segundo uma inscrição, era familiar de Zenóbia, possivelmente filho.                                                                                                  |                     |
| Dinastia Alfadle    |                     |                                                                                      | |                     |
| Muana ibne Issa     | 1284–1293 1295–1312 | Príncipe                                                                             | Preso e perdoado várias vezes pelos Mamelucos. |                     |
| Alfadle ibne Issa   | 1312–1317           | Príncipe                                                                             | Irmão de Muana. |                     |
| Muana ibne Issa     | 1317–1320 1330–1333 | Príncipe                                                                             | O seu terceiro reinado acabou com a sua expulsão juntamente com a sua tribo em 1320; foi novamente perdoado e restaurado em 1330.                                     |                     |
| Muzafaradim Muça    | 1333–1341           | Príncipe                                                                             | Filho de Muana. |                     |
| Solimão I           | 1341–1342           | Príncipe                                                                             | Filho de Muana. |                     |
| Xarafadim Issa      | 1342–1343           | Príncipe                                                                             | Filho de Alfadle ibne Issa. |                     |
| Ceife               | 1343–1345           | Príncipe                                                                             | Filho de Alfadle ibne Issa. |                     |
| Amade               | 1345–1347           | Príncipe                                                                             | Filho de Muana. |                     |
| Ceife               | 1347–1348           | Príncipe                                                                             | Segundo reinado. |                     |
| Amade               | 1348                | Príncipe                                                                             | Segundo reinado. |                     |
| Faiade              | 1348                | Príncipe                                                                             | Filho de Muana. |                     |
| Haiar               | 1348–1350           | Príncipe                                                                             | Filho de Muana. |                     |
| Faiade              | 1350–1361           | Príncipe                                                                             | Segundo reinado. |                     |
| Haiar               | 1361–1364           | Príncipe                                                                             | Segundo reinado; revoltou-se e foi destituído. |                     |
| Zamil               | 1364–1366           | Príncipe                                                                             | Sobrinho de Muana. |                     |
| Haiar               | 1366–1368           | Príncipe                                                                             | Terceiro reinado; revoltou-se e foi destituído. |                     |
| Zamil               | 1368                | Príncipe                                                                             | Segundo reinado; revoltou-se e foi destituído. |                     |
| Moaicil             | 1368–1373           | Príncipe                                                                             | Filho de Alfadle ibne Issa. |                     |
| Haiar               | 1373–1375           | Príncipe                                                                             | Quarto reinado. |                     |
| Maleque             | 1375–1379           | Príncipe                                                                             | Filho de Muana. |                     |
| Zamil               | 1379–1380           | Príncipe                                                                             | Terceiro reinado, juntamente com Moaicil. |                     |
| Moaicil             | 1379–1380           | Príncipe                                                                             | Segundo reinado, juntamente com Zamil. |                     |
| Noçáir ibne Haiar   | 1380–?              | Príncipe                                                                             | Filho de Haiar. |                     |
| Muça                | ?–1396              | Príncipe                                                                             | Filho de Açafe, irmão de Haiar. |                     |
| Solimão II          | 1396–1398           | Príncipe                                                                             | Sobrinho de Haiar. |                     |
| Maomé               | 1398–1399           | Príncipe                                                                             | Irmão de Solimão II. |                     |
| Noçáir ibne Haiar   | 1399–1406           | Príncipe                                                                             | Segundo reinado. |                     |

## Religião

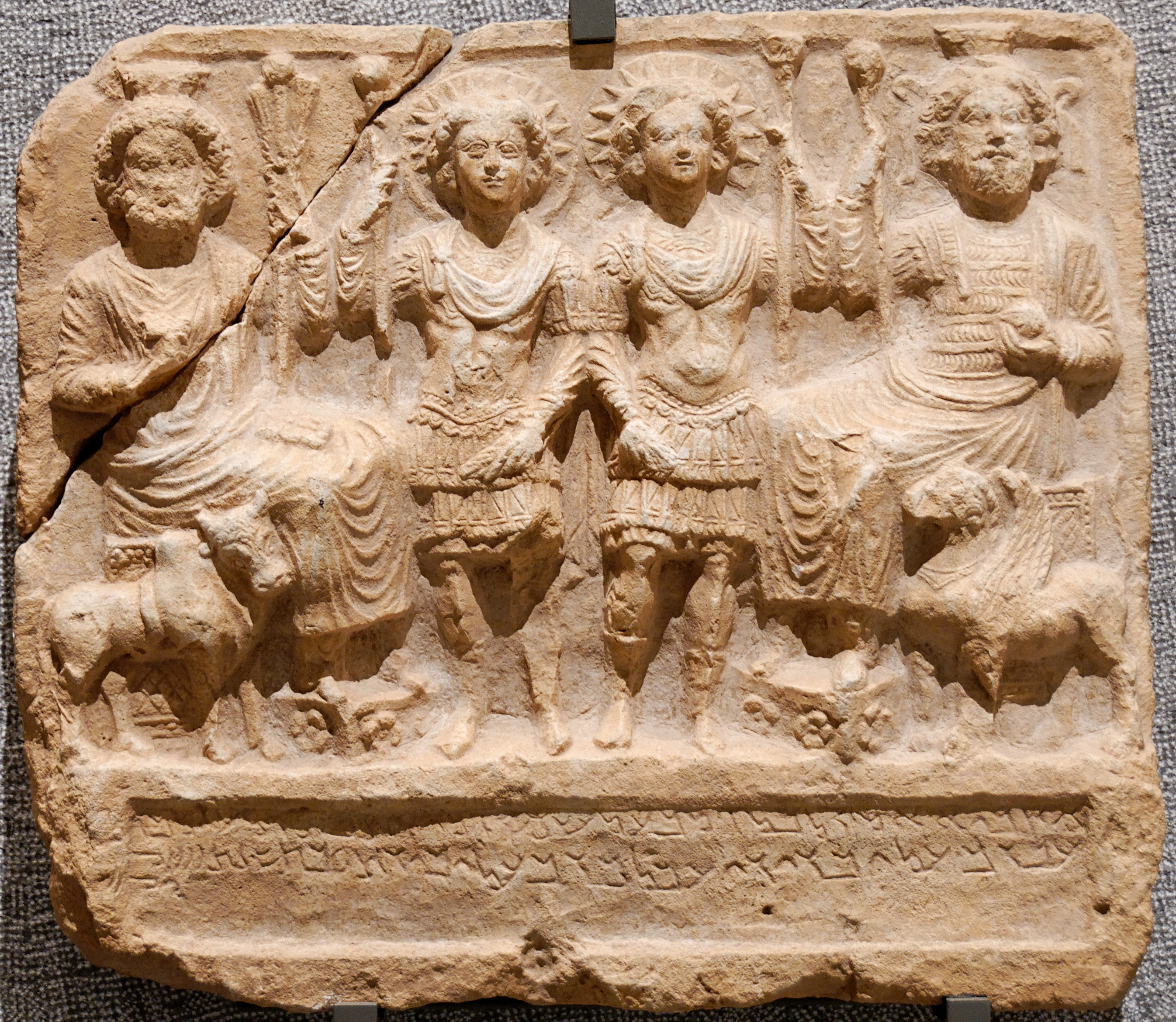
Da esquerda para a direita: Bel, Yarhibol, Aglibol e Baal-Shamin; Museu das Belas Artes de Lyon

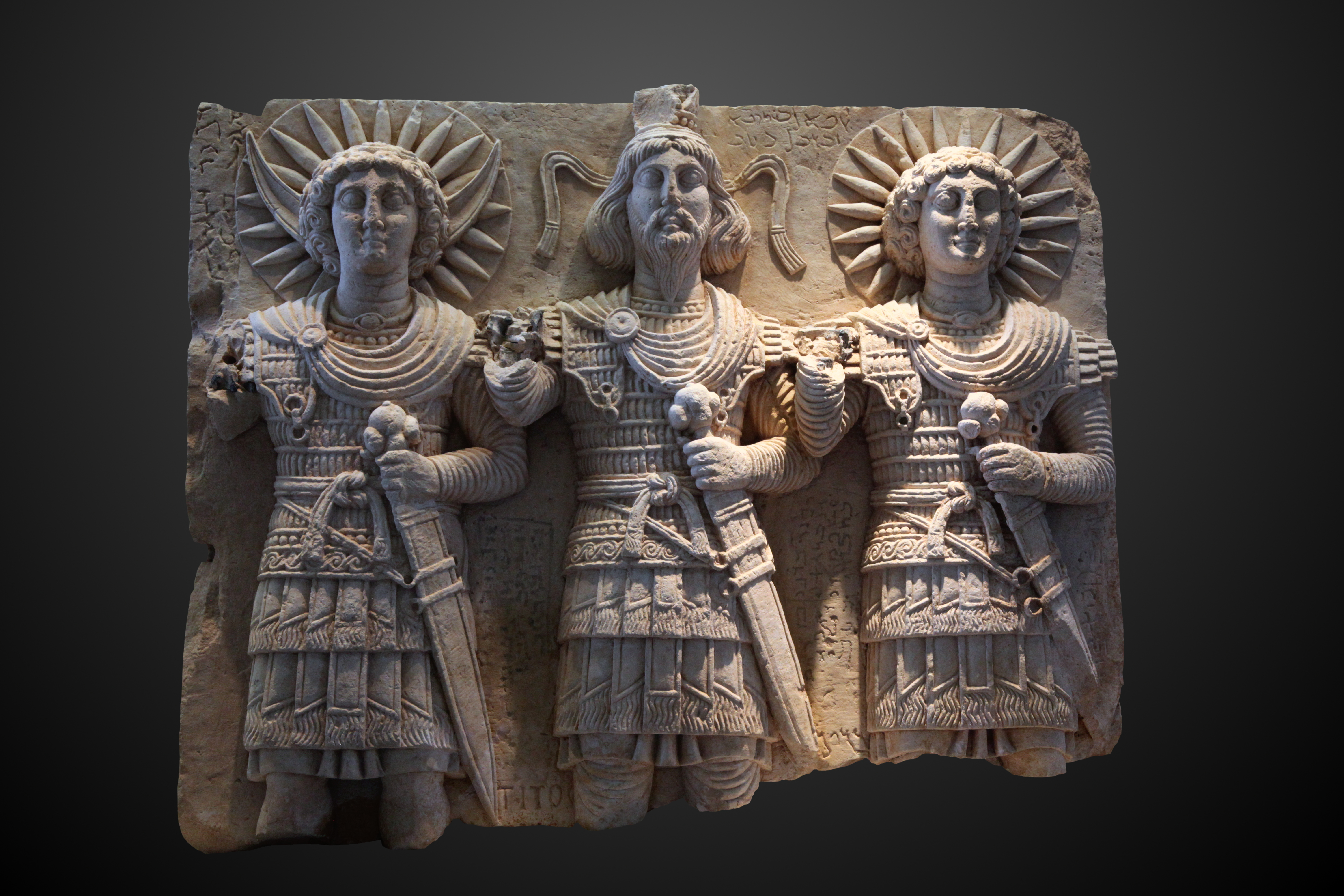
A trindade palmirena; da esquerda para a direita: Malakbel, Baal-Shamin e Aglibol; Museu do Louvre, Paris

Os deuses de Palmira originalmente eram do panteão semita do noroeste, com a adição de deuses dos panteões mesopotâmico e árabe. A principal divindade pré-helenística chamava-se inicialmente Bol, uma abreviatura de Baal, um título honorífico nas línguas semíticas do noroeste. O culto de babilónico de Bel-Marduque teve influência na cidade e em 217 o nome da principal divindade tinha mudado para Bel. Esta mudança não significa que Bol tivesse sido substituído por uma divindade babilónica, antes foi uma mera mudança de nome.
A seguir em termos de importância a essa divindade suprema havia mais de 60 deuses ancestrais dos clãs de Palmira. A cidade tinha divindades únicas, como o deus da justiça, o guardião da nascente de Efqa Yarhibol, o deus do sol Malakbel e o deus da lua Aglibol. Os palmirenos adoravam divindades regionais, que incluíam os principais deuses levantinos (Astarte, Ba'al Hammon, Baal-Shamin e Atargatis), deuses babilónicos (Nabu e Nergal) e árabes (Azizos, Arsu, Samas e Alat.
As divindades adoradas nas zonas rurais eram representadas em cima de camelos ou cavalos e tinham nomes árabes. Nada se sabe sobre a natureza destas divindades; apenas se conhecem os nomes e que a mais importante se chamava Abgal. O panteão palmireno incluía ainda os ginnaye (algumas deles designados como "Gad"), um grupo de divindades menores populares nas zonas rurais que eram similares aos génios árabes (jinns) e aos génios romanos. Acreditava-se que os ginnaye tinham aparência humana, como os jinns árabes, mas ao contrário destes, os ginnaye não possuíam humanos nem lhes faziam mal. O seu papel era similar ao dos génios romanos: divindades tutelares que guardavam os indivíduos e as suas caravanas, gado e aldeias.
Embora os palmirenos adorassem os seus deuses como entidades individuais, alguns deles eram associados com outros deuses. Bel tinha Astarte-Belti como consorte e formava uma divindade tripla com Aglibol e Yarhibol (que se tornou um deus do sol na sua associação com Bel). Malakbel fazia parte de muitas associações, fazendo um par com Aglibol e Gad Taimi e formando uma divindade tripla com Baal-Shamin e Aglibol.
Em Palmira celebrava-se um Akitu (festival da primavera) todos os nissans. Cada um dos quatro bairros da cidade tinha um santuário para uma divindade considerada ancestral pela tribo residente. O santuário de Malakbel e Aglibol era no bairro dos Komare; o santuário de Baal-Shamin era no bairro dos Ma'zin; o de Arsu no bairro dos Mattabol e o de Atargatis no quarto bairro.
O paganismo foi substituído pelo cristianismo quando esta religião se espalhou pelo Império Romano. Há registo de um bispo na cidade em 325. Embora a maior parte dos templos tivesse sido transformada em igrejas, o Templo de Alat foi destruído em 385/386 por ordem do prefeito pretoriano do Oriente, Materno Cinégio. Após a conquista árabe em 634, o islão substituiu gradualmente o cristianismo. O último bispo de Palmira conhecido foi consagrado em 818.

## Economia

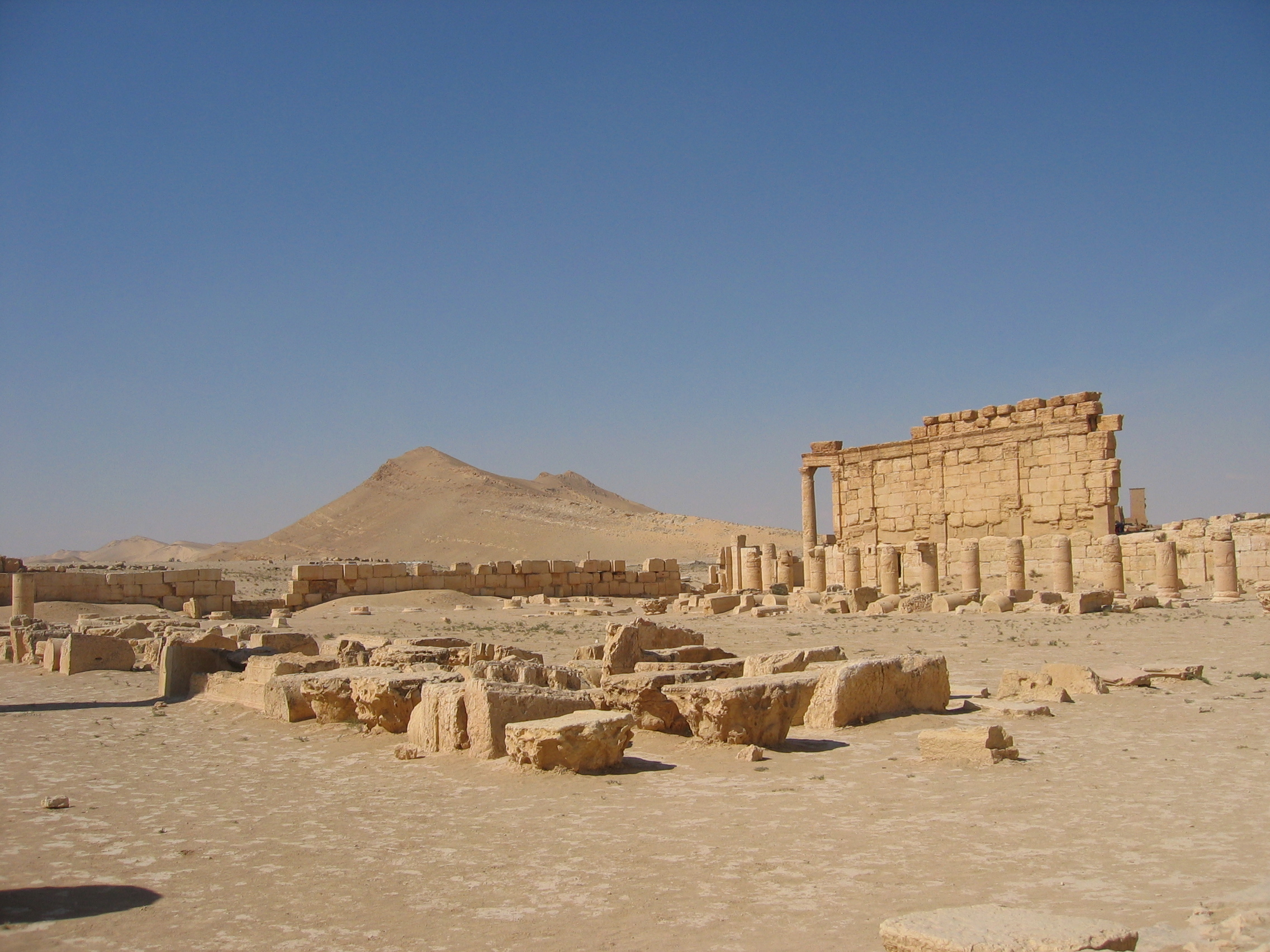
Ruínas da ágora, o centro de comércio de Palmira

A economia de Palmira antes do início do período romano era baseada na agricultura, pastorícia, comércio e em servir como estação de repouso e abastecimento para as caravanas que esporadicamente atravessavam o deserto. No fim do século I a.C., a cidade tinha uma economia mista, baseada na agricultura, pastorícia, taxas e, principalmente, no comércio de caravanas.
As taxas eram uma fonte importante de receitas para a cidade; as caravanas pagavam taxas num edifício conhecido como Tribunal de Tarifas, onde o príncipe arménio Abamelek Lazarew descobriu uma lei datada de século I d.C. quando visitou as ruínas em 1881. Essa lei regulamentava as taxas pagas pelos mercadores pelos bens vendidos no mercado interno ou exportados.
A maior parte das terras eram propriedade da cidade, que cobrava taxas de pastagem. O oásis tinha cerca de mil hectares de terra irrigável, mas a produção agrícola era insuficiente para alimentar a população, pelo que era importados bens alimentares.
Após a destruição da cidade em 273, Palmira tornou-se um mercado para aldeões e nómadas da região em volta. A cidade retomou alguma prosperidade durante a era omíada, o que é atestado pela descoberta de uma grande soco na avenida da grande colunata. Palmira foi um centro de comércio de menor importância até ter sido novamente destruída pelos Timúridas, que reduziram a cidade a uma simples povoação à beira do deserto cujos habitantes se dedicavam à pastorícia e ao cultivo de pequenos talhões com milho e hortaliça.

### Comércio

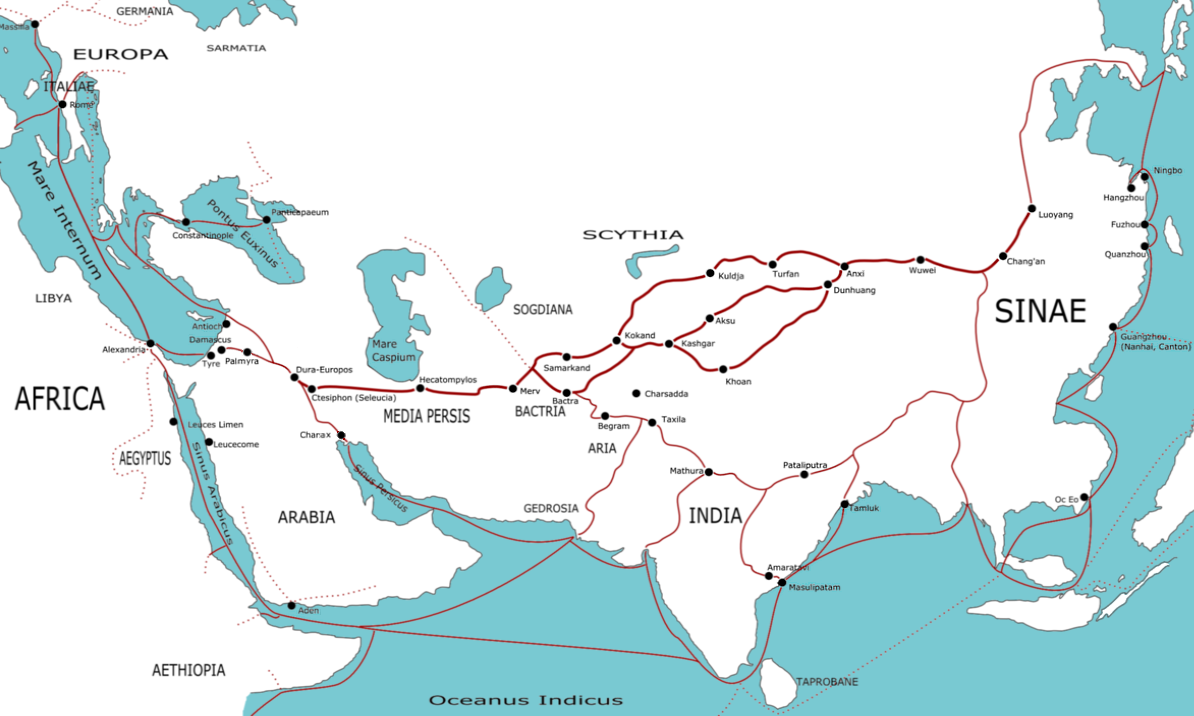
Rota da Seda

A principal rota comercial de Palmira dirigia-se para leste, em direção ao Eufrates, onde se ligava com a Rota da Seda. Depois seguia para sul ao longo do rio, até ao porto de Cárax Espasinu (Alexandria ou Antioquia de Susiana), no golfo Pérsico, onde navios palmirenos viajavam até à Índia. Eram importados da Índia, China e Transoxiana, que eram exportados para ocidente, para Emessa ou Antioquia e para os portos do Mediterrâneo, de onde era distribuídos para todo o Império Romano. Além dessa rota mais usual, alguns mercadores palmirenos usaram o mar Vermelho, provavelmente como consequência das guerras romano-partas. Os bens eram carregados por terra desde os portos marítimos até um porto no Nilo e depois levados para portos mediterrânicos para serem exportados. Há inscrições que atestam a presença de palmirenos no Egito datadas do reinado de Adriano (primeira metade do século II d.C.

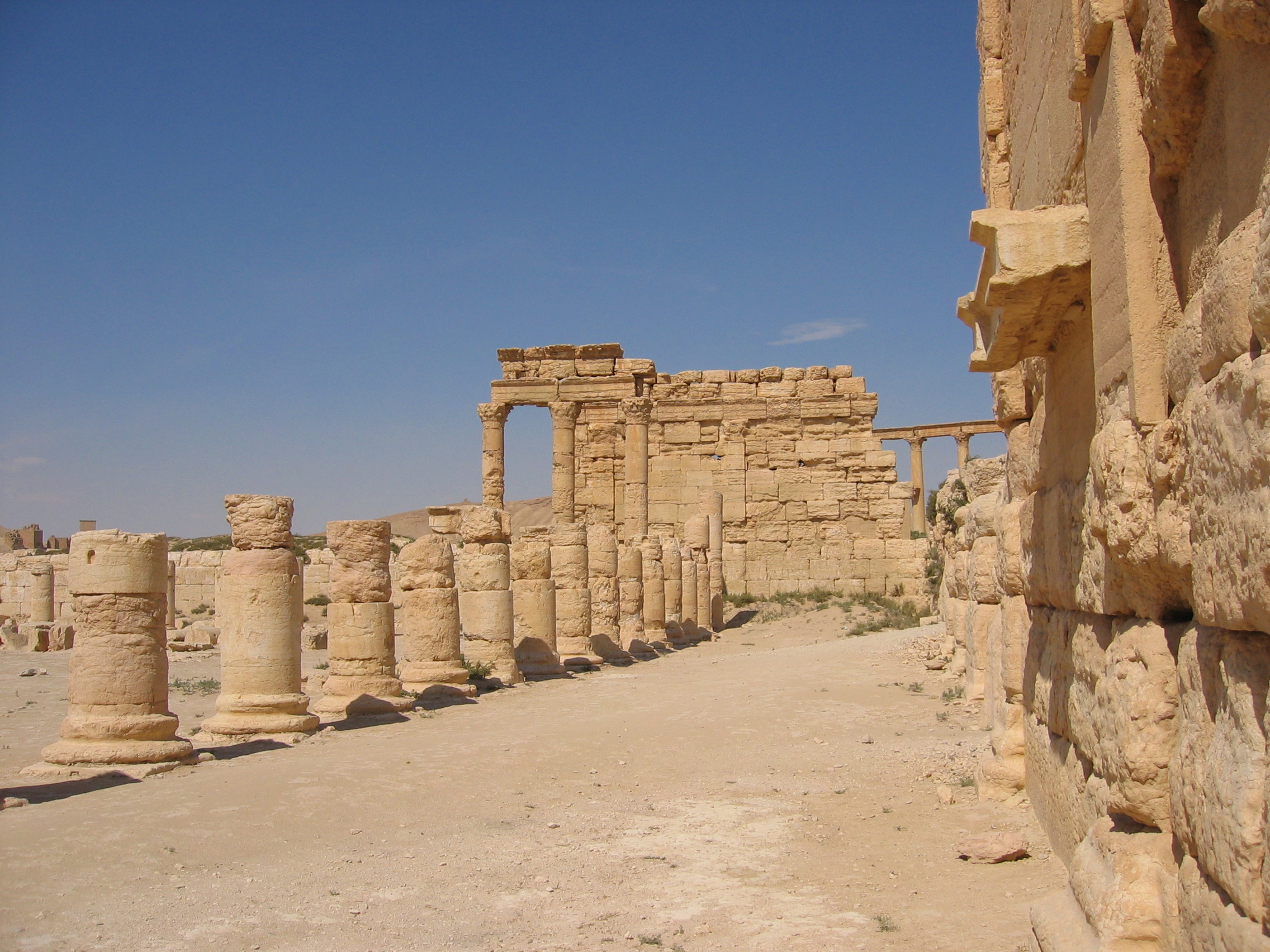
Ágora de Palmira

Dado que Palmira não se situava exatamente na Rota da Seda (que seguia o Eufrates), os palmirenos asseguravam a rota do deserto que passava na sua cidade. Ligaram-na com o vale do Eufrates, fornecendo água e abrigo. A rota de Palmira era usada quase exclusivamente pelos mercadores da cidade, que estavam presentes em muitas cidades. Há registos dessa presença em Dura Europo em 33 a.C., Babilónia em 19 d.C., Selêucia do Tigre em 24 d.C. e em Dendera, Copto, Barém, delta do Indo, Merve e Roma.
O comércio de caravanas dependia de patrões e mercadores. Os patrões tinham as terras onde os animais da caravana eram criado, fornecendo animais e guardas aos mercadores. Embora os mercadores usassem os patrões para conduzir os seus negócios, era frequente os seus papéis sobreporem-se e por vezes era um patrão que chefiava a caravana. O comércio colocou Palmira e os seus mercadores entre os mais ricos da região. Algumas caravanas eram financiadas apenas por um mercador, como um tal de Male' Agripa, que financiou a visita do imperador Adriano em 129 e a reconstrução do Templo de Bel em 139. O principal comércio gerador de receitas era de seda, que era importada do Oriente e exportada para o Ocidente. outros bens exportados incluíam jade, musselina, especiarias, ébano, marfim e pedras preciosas. Para o seu mercado doméstico, Palmira importava escravos, prostitutas, azeite, tecidos tingidos, mirra e perfumes.

## Sítio arqueológico e escavações
Palmira começou como um pequeno povoado junto à nascente Efca, na margem sul do uádi Alcubur. Este povoado, conhecido como assentamento helenístico, expandiu-se com a construção de residências na margem norte durante o século I d.C. Embora originalmente as muralhas rodeassem uma extensa área em ambas as margens do uádi, as muralhas reconstruídas durante o reinado de Diocleciano (r. 284–305) rodeavam somente a parte da margem norte.

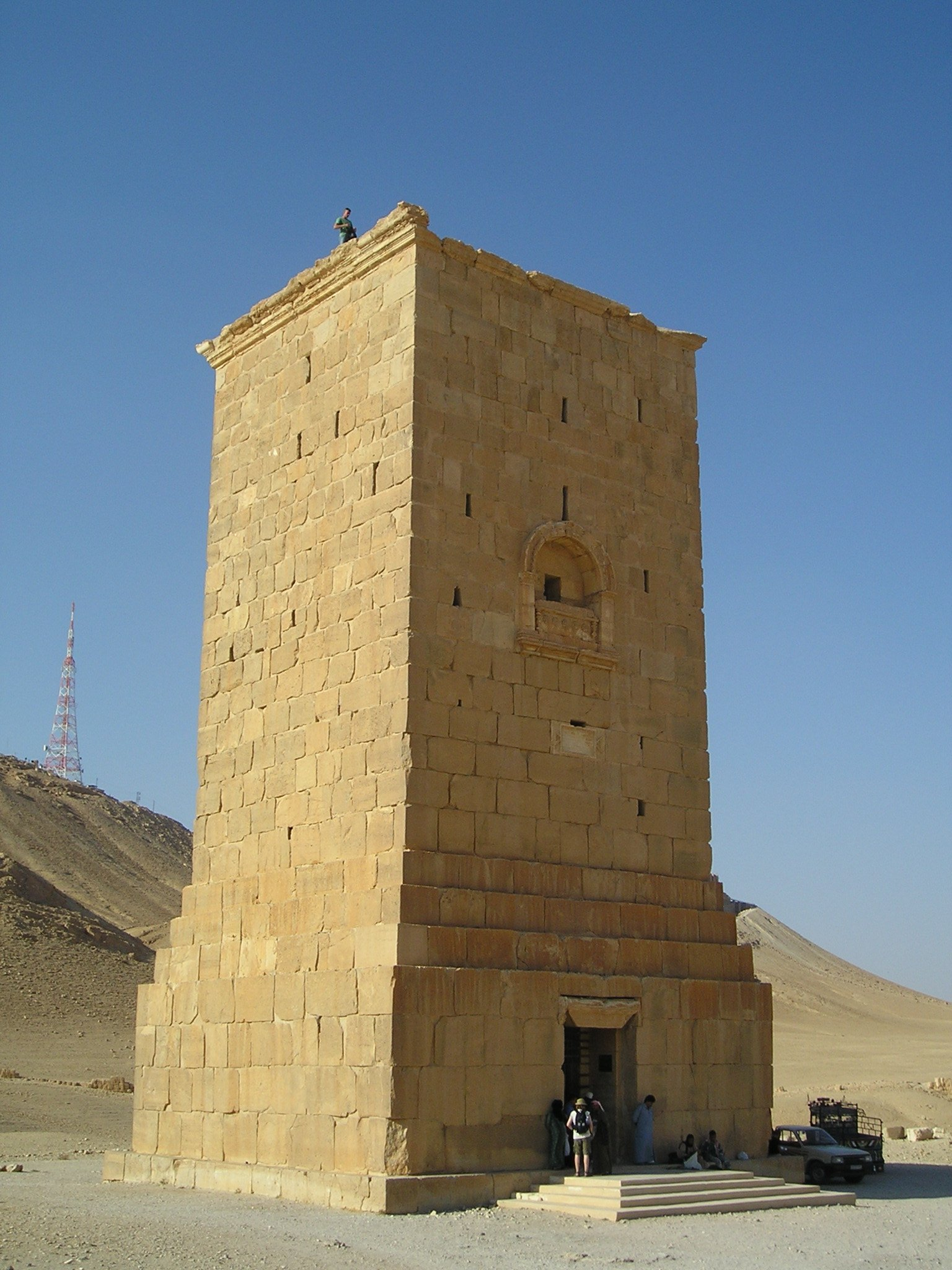
O túmulo de Elabel, um dos vários mausoléus em forma de torre do "Vale dos Túmulos"

A maior parte das edificações monumentais da cidade foram construídas na margem norte. Entre elas destacava-se o Templo de Bel, situado num tel onde existiu um templo mais antigo (conhecido como o templo helenístico). As escavações suportam a teoria de que o templo se localizava originalmente na margem sul e que o curso do uádi foi modificado para incorporar o templo na nova organização urbana, que foi iniciado com a grande prosperidade da cidade no final do século I d.C. e início do século II.
Outra edificação notável, também situada a norte do uádi, é a Grande Colunata, a principal avenida de Palmira, com 1,1 km de comprimento, que vai desde o Templo de Bel, a leste, até ao templo funerário nº 86, na parte ocidental da cidade. Tem um arco monumental na sua secção oriental e a meio ergue-se um tetrápilo.
As termas de Diocleciano, construídas sobre as ruínas de um edifício anterior que pode ter sido o palácio real, situavam-se no lado esquerdo da colunata. Perto dali encontrava-se o Templo de Baal-Shamin, casas de habitação e as igrejas bizantinas, entre elas uma do século VI, a quarta de Palmira e possivelmente a maior alguma vez descoberta na Síria. Estima-se que a igreja tivesse 12 por 24 metros e que as colunas tivessem 6 metros de altura. No pátio da igreja foi descoberto um pequeno anfiteatro.
O Templo de Nabu e o teatro foram construídos no lado sul da Grande Colunata. Atrás do teatro havia um pequeno edifício do senado e a ampla ágora, onde há ruínas de um triclínio (salão de banquetes) e do Tribunal de Tarifas. Uma rua perpendicular ao extremo da colunata conduz ao Campo de Diocleciano, construído por Sosiano Hiérocles, o governador romano da Síria. Ali perto situam-se os Templos de Alate (século II d.C.) e a Porta de Damasco.
A oeste das antigas muralhas foram construídos vários monumentos funerários de grandes dimensões, uma necrópole com um quilómetro de comprimento conhecida como Vale dos Túmulos. Ali se encontram mais de 50 monumentos, quase todos em forma de torre, que chegam a ter quatro andares de altura. A última torre foi erigida em 128; depois disso, passaram a ser construídos templos funerários em vez de torres. A cidade tinha outros cemitérios a norte, sudoeste e sudeste, onde os túmulos são sobretudo hipogeus (subterrâneos).

### Estruturas mais notáveis
Edifícios públicos

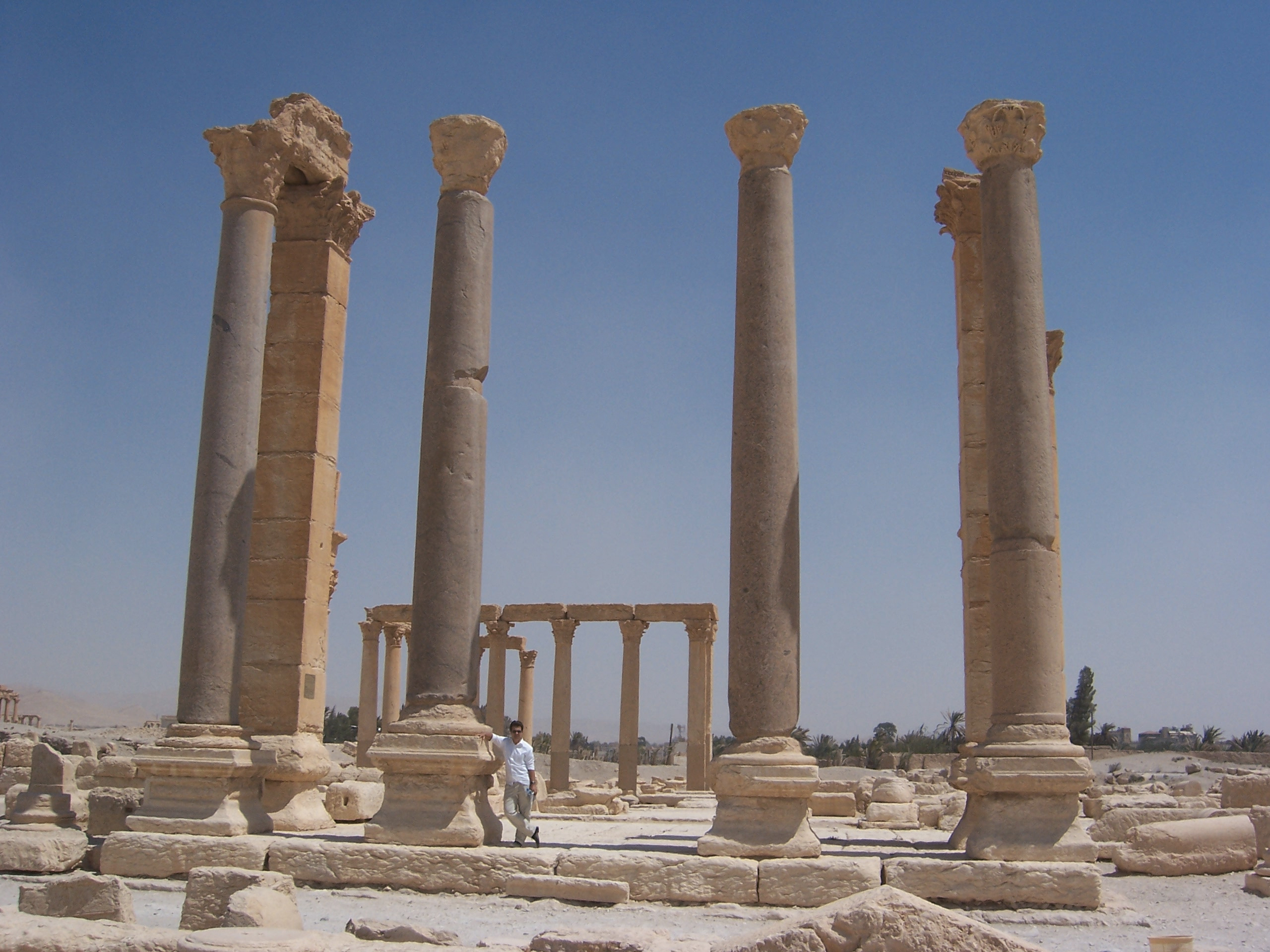
Ruínas das Termas de Diocleciano

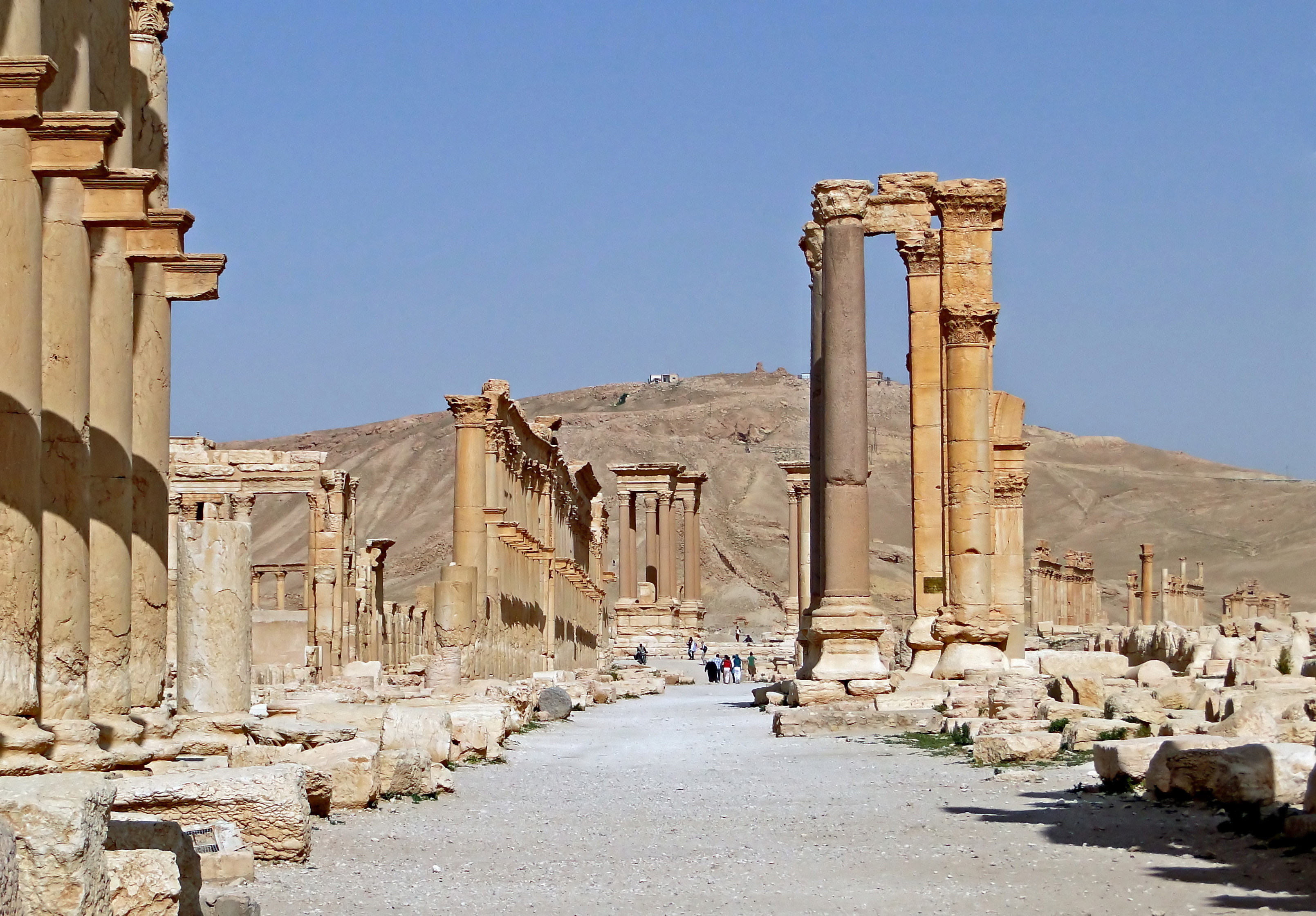
Grande Colunata, a rua principal da cidade

- Senado — É um pequeno edifício, muito arruinado,[358] que consistia num pátio em peristilo e uma sala com uma ábside num dos lados e filas de assentos em volta dela.[225]
- Termas de Diocleciano — Apenas restam as fundações.[367] A entrada do complexo é marcada por quatro grandes colunas egípcias maciças de granito, cada uma com 1,3 metros de diâmetro, 12,5 m de altura e 20 toneladas. No interior, ainda são visíveis os traços de uma piscina rodeada por uma colunata de colunas coríntias e uma sala octogonal que era usado como vestiário e que tinha um dreno no centro.[358]
- Ágora — Era um edifício de grandes dimensões, com 71 por 84 metros e 11 entradas, construído c. 193. No interior havia 200 bases colunares que serviam de base a estátuas de cidadãos locais proeminentes. As inscrições nessas colunas possibilitaram conhecer a ordem pela qual as estátuas estavam agrupadas: na parte oriental estavam as dos senadores; na parte norte encontravam-se os oficiais; a parte ocidental era para soldados; e a parte sul para chefes de caravanas.[358]
- Tribunal de Tarifas — É uma construção retangular situada a sul da ágora, com a qual partilhava a sul parede norte. A entrada original foi bloqueada pela construção de uma muralha defensiva, passando a entrar-se através de três portas na ágora.[368] O nome pelo qual o tribunal é conhecido deve-se ao facto de nele ter sido encontrada uma laje com cinco metros de comprimento onde estavam escritas as leis fiscais de Palmira.[369]
- Teatro romano — Foi construído no século II d.C. a sudoeste da Grande Colunata, no centro de uma praça com uma colunata semicircular, junto ao portão sul da muralha, ao qual está ligada por uma curta rua.[357][370] A cávea, que nunca foi completamente acabada,[371] está virada para norte-nordeste, em direção ao cardo máximo;[372] tem 92 metros de diâmetro e 11 cunhas (cunei), cada uma com 12 filas. A entrada principal (aditus maximus) tem 3,5 m de largura e conduz a uma orquestra com pavimento de pedra que é delimitada por um muro circular com um diâmetro de 23,5 m.[371] Até à década de 1950 o teatro estava enterrado na areia. Nessa altura foi desenterrado e começou a ser restaurado.[357] Antes da Guerra Civil Síria era o local onde se realizavam os espetáculos do Festival de Palmira de Cultura e Artes.[373]

Edifícios religiosos
- Templo de Bel — Era o centro da vida religiosa da cidade. Situado ao lado da parte final da Grande Colunata, foi consagrado em 32 d.C. ao deus semita Bel.[374][375] Foi destruído quase completamente com explosivos nos últimos dias de agosto de 2015 pelo Estado Islâmico do Iraque e do Levante.[198] Apresentava uma síntese notável dos estilos arquitetónicos do antigo Médio Oriente e greco-romanos, ocupava um amplo recinto delineado por pórticos e era rodeado de um muro maciço com 205 metros de perímetro com um propileu.[376]

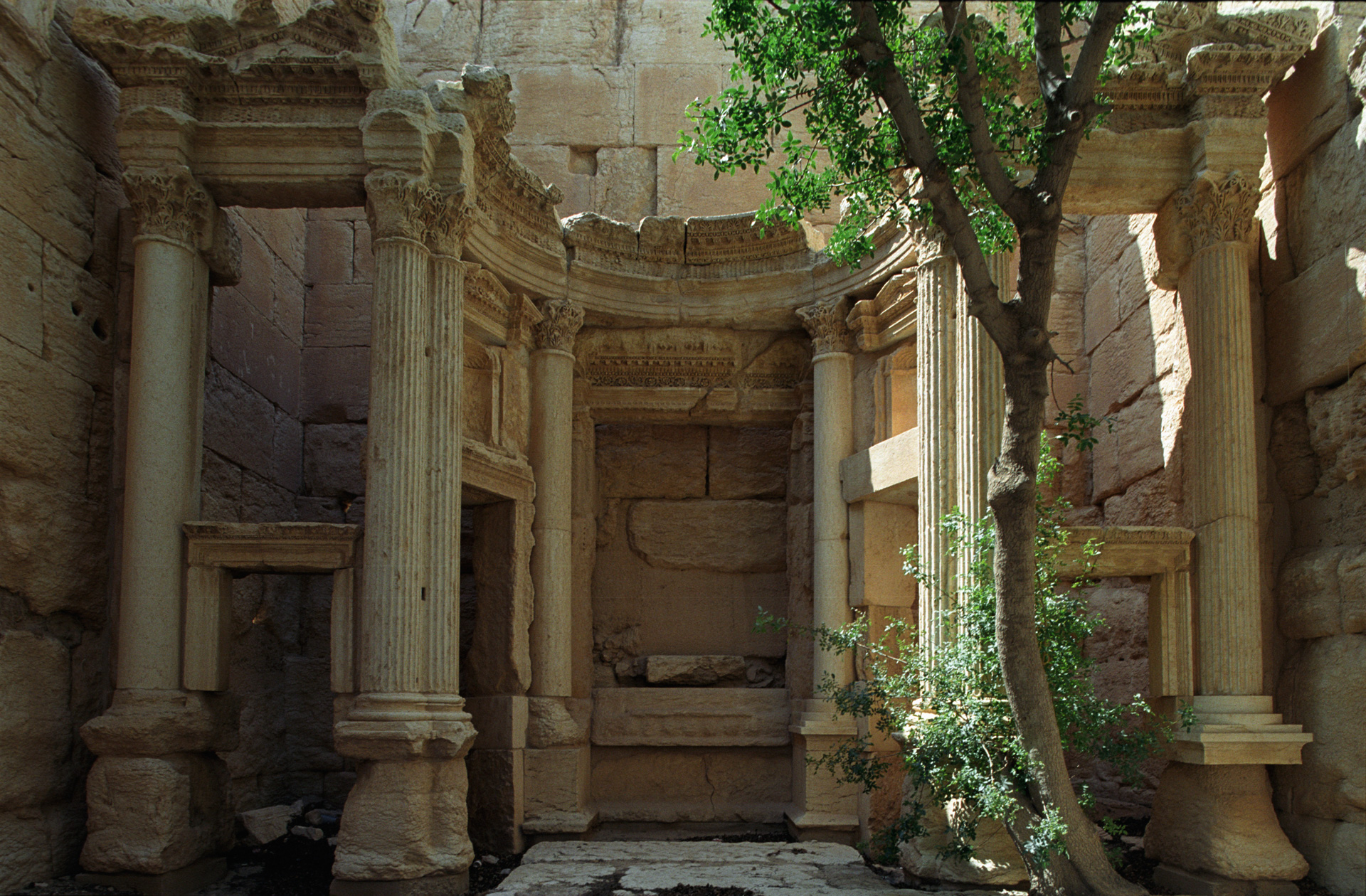
Templo de Baal-Shamin

- Templo de Nabu — Muito arruinado,[377] era de planta oriental. O recinto exterior do propileu conduzia a um pódio com 20 por 9 metros através de um pórtico do qual restam as bases das colunas. O peristilo da cela abria-se para um altar ao ar livre.[378]
- Templo de Alat — Dele só restam algumas colunas e a estrutura de uma porta.[379] Quando foi escavado, foi encontrado no seu interior o relevo do gigantesco Leão de Alat, datado do século I a.C. ou I d.C., que originalmente sobressaía da parede do recinto do templo[380] e que foi destruído em maio de 2015 pelo Estado Islâmico.[192]
- Templo de Baal-Shamin — Consistia numa cela central e dois pátios com colunatas, situados a sul e a norte da estrutura central.[378] A cela era precedida por um vestíbulo com seis colunas. As paredes laterais da cela eram decorados com pilastras coríntias.[381] A cela exibia uma mistura das tradições orientais e romanas combinadas com influências egípcias. As proporções e os capitéis das colunas eram romanas, enquanto que as ameias acima da arquitrave e as janelas laterais seguiam a tradição oriental. As folhas de acanto estilizadas revelavam a influência egípcia.[377] Devido ao facto de ter sido transformado em igreja durante o período bizantino, a cela era uma das estruturas mais bem conservadas de Palmira[379] até ser destruído pelo Estado Islâmico em agosto de 2015.[197]

Outros edifícios

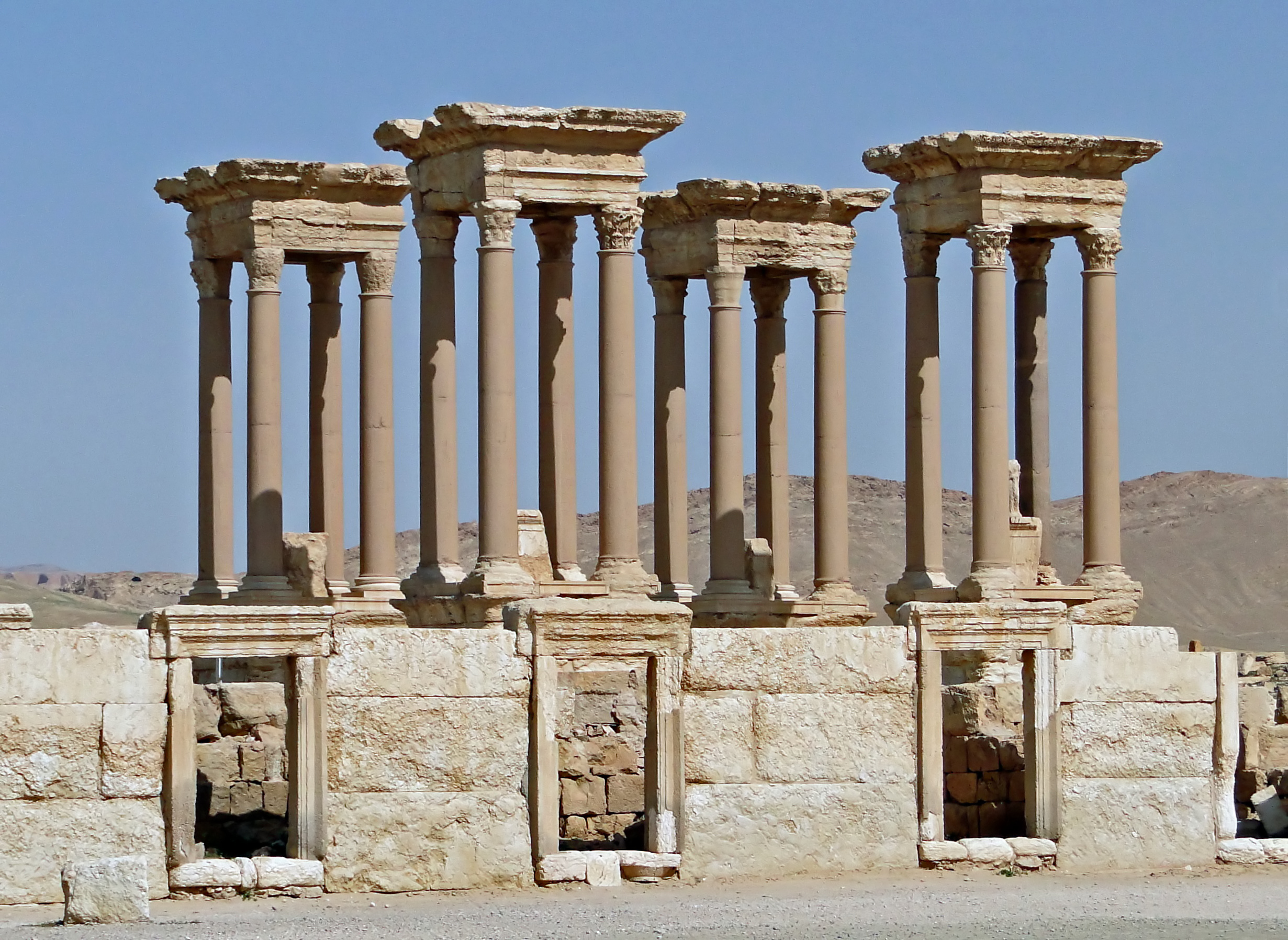
O tetrápilo

- Templo funerário nº 86 — Também conhecido como Túmulo-Casa, foi construído no século III d.C. na extremidade ocidental da Grande Colunata.[365][382] Tem um pórtico com seis colunas e relevos com padrões de videiras.[221][383] No interior da câmara, há degraus que conduzem a uma cripta abobadada.[383] O templo pode estar relacionado com a família real, já que é o único túmulo no interior das muralhas.[221]
- Tetrápilo — Trata-se de uma plataforma quadrada erigida durante as renovações realizadas durante o reinado de Diocleciano, no final do século III.[125] Em cada um dos ângulos tem um grupo de quatro colunas. Cada coluna suporta uma cornija com 150 toneladas e tem um pedestal no centro, que originalmente suportava uma estátua.[357] Só uma das 16 colunas é a original, sendo as restantes reconstituições em cimento construídas em 1963 pela Direção Geral de Antiguidades da Síria.[383] As colunas originais, em granito rosa, foram trazidas do Egito.[357]

### Referências no Ocidente e escavações

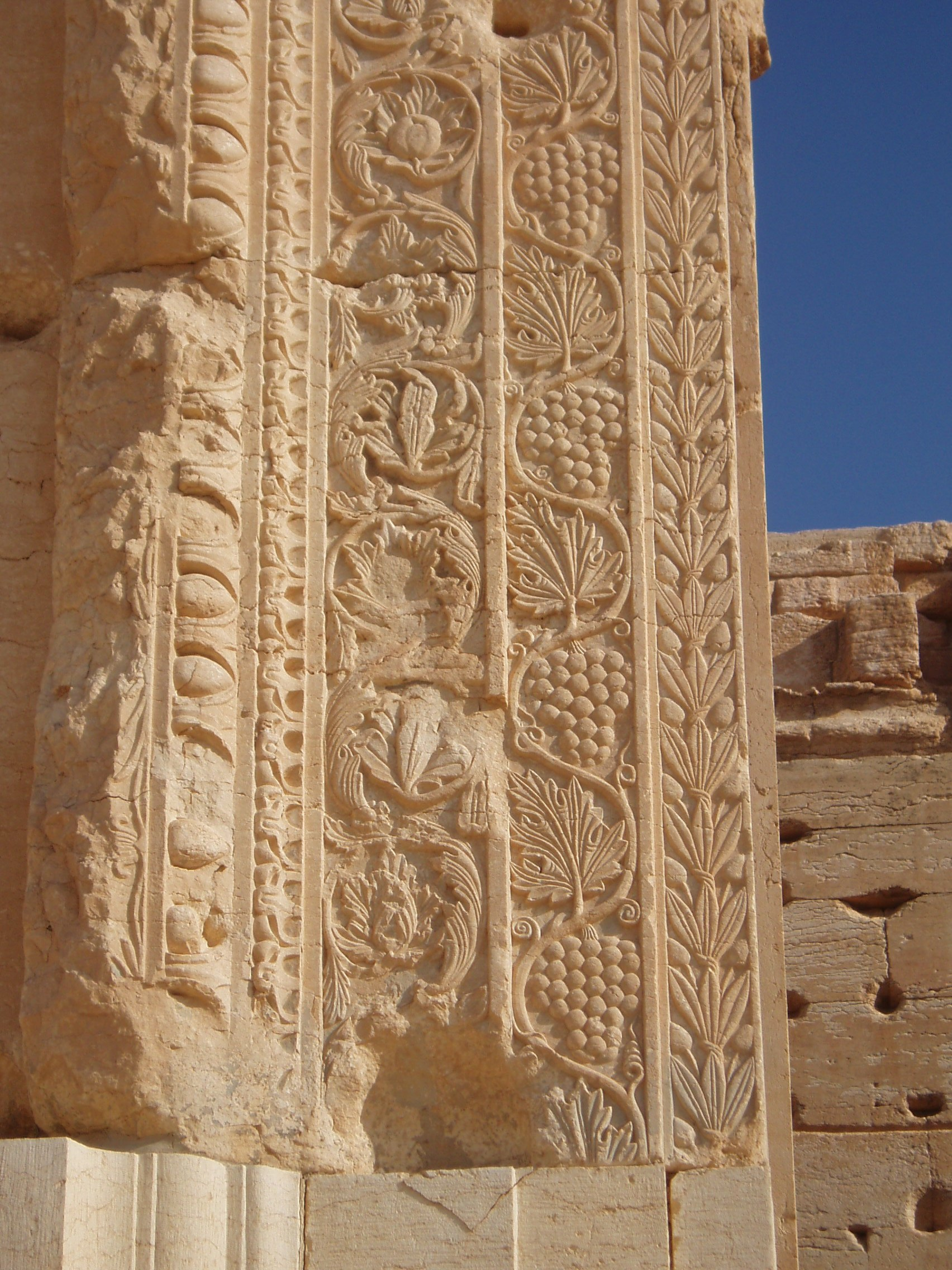
Relevos com motivos vegetais

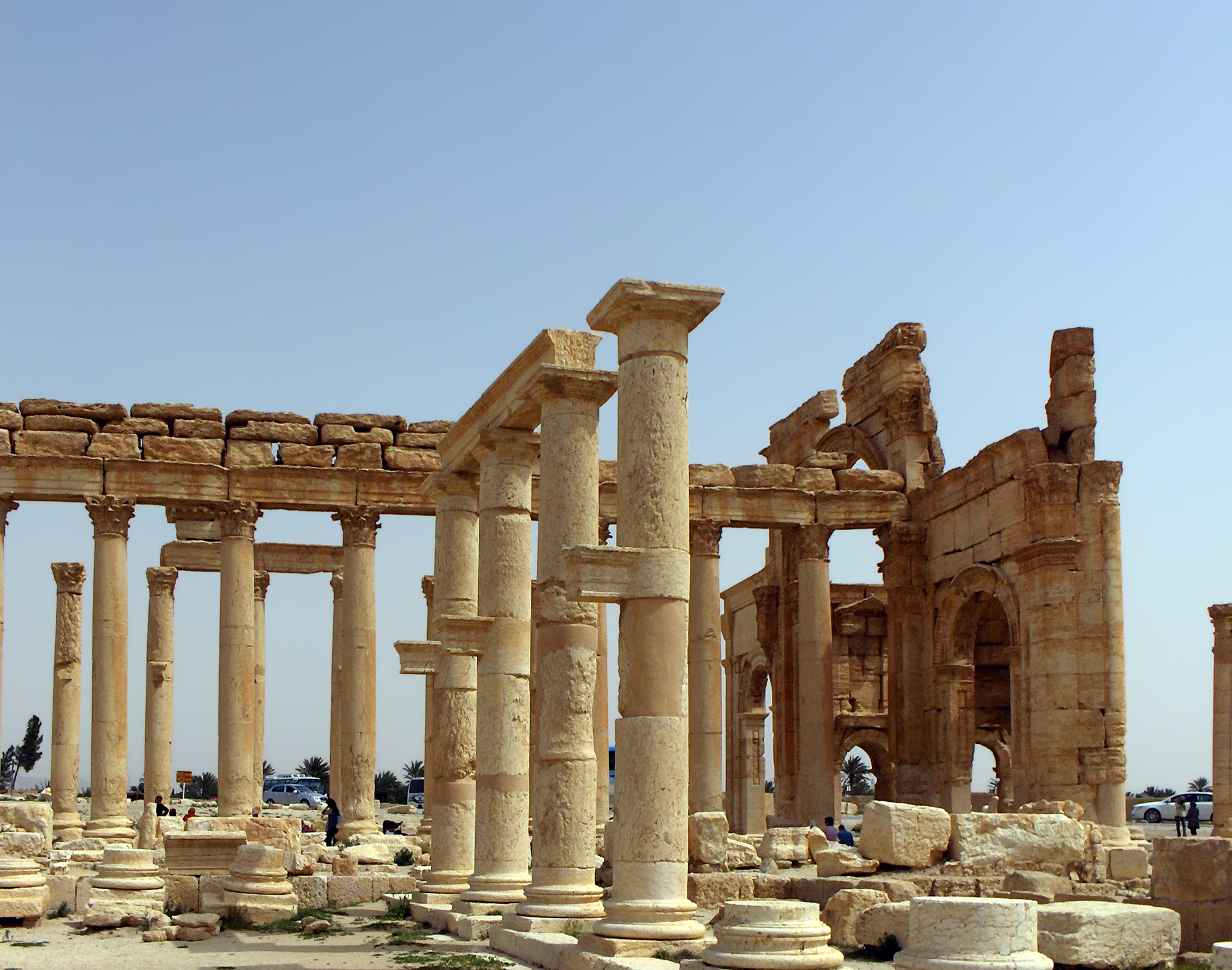
Templo de Nabu